# احتمال تقلب در انتخابات ریاست‌جمهوری ایران (۱۳۸۸)
این مقاله به استدلال‌های مختلف در مورد احتمال تقلّب در دهمین انتخابات ریاست‌جمهوری ایران می‌پردازد. برخی کارشناسان از احتمال دستکاری آرا به نفع محمود احمدی‌نژاد سخن گفته‌اند و گروهی دیگر از کارشناسان استدلالاتی علیه دخالت گسترده در انتخابات ارائه کرده‌اند. از میان گروه دوم کارشناسان که پیروزی احمدی‌نژاد را ممکن می‌دانند، گروهی هنوز لزوم بررسی دقیق موارد اعتراضی را لازم می‌دانند.
استدلال‌ها برای وقوع تخلّف شامل استدلال بر پایهٔ سرعت شمارش آرا، استدلال بر پایه نحوه اعلام نتایج، استدلال بر پایه میزان آرا به احمدی‌نژاد، استدلال‌های ریاضی‌دانان، متخصصین آمار و کارشناسان امور ایران و حتی برپایه گزارش‌های منتشرشده توسط نهادهای وابسته به محافظه‌کاران و نظام بیان می‌شود. از طرف دیگر استدلالات برای عدم وقوع تخلف شامل رد گزارش‌های اولیه در مورد تقلّب، رد استدلالات آماری و تحلیل‌های اجتماعی و اقتصادی از دلایل رأی مردم به احمدی‌نژاد استوار است. به برخی از استدلال‌هایی که تخلف را قطعی می‌دانستند پاسخ‌هایی (صرف نظر از درست یا نادرست بودن جوابیه) از مجراهای رسمی و غیررسمی داده شده و برخی استدلال‌های معتقدین به وقوع تخلف (مانند وجود تعداد آرای باطله منفی یا حضور غلامحسن الهام از اعضا شورای نگهبان در مراسم تبلیغاتی احمدی‌نژاد در مصلّای تهران) هیچ‌گاه از طرف هیچ‌کس پاسخی ارائه نشده‌است، این مجموعه سؤالات بی‌پاسخ در پایان به‌طور مختصر ذکر شده‌است.

## تعریف تقلب
دانشنامه بریتانیکا در مقاله‌اش در مورد سیستم‌های رأی‌گیری، تخلف در یک سیستم رأی‌گیری را متشکل از موارد زیر در نظر می‌گیرد: تطمیع و رشوه دادن برای خرید رأی، ترساندن و تهدید رأی‌دهندگان، منتشر کردن شایعه‌های ناروا و تبلیغات انتخاباتی غلط، دستکاری نظام رأی‌گیری با گنجاندن صندوق‌های رأی جعلی، عدم صداقت در شمارش یا گزارش رأی‌ها، یا بی‌اعتنایی برگزارکنندگان انتخابات نسبت به نتایج انتخابات (به عنوان مثال با استفاده از نیروی نظامی). بر اساس این دانشنامه، مطالعات مقایسه‌ای نشان می‌دهد که عدم وقوع چنین تخلفاتی بیشتر به تبعیت عمومی یک مردم از ادب و نزاکت سیاسی و عادات مردم‌سالارانه آن‌ها متأثر می‌شود تا وجود قوانینی که انجام آن‌ها را نهی کند.
بر اساس ماده ۳۳ قانون انتخابات ریاست جمهوری ایران، ارتکاب امور ذیل جرم محسوب می‌شود:
1. خرید و فروش رأی
2. تقلب و تزویر در اوراق و تعرفه یا برگ رأی یا صورت جلسات
3. تهدید یا تطمیع در امر انتخابات
4. رأی دادن با شناسنامه جعلی
5. رأی دادن با شناسنامه دیگری
6. رأی دادن بیش از یک بار
7. اخلال در امر انتخابات
8. کم و زیاد کردن آرا یا تعرفه‌ها
9. تقلب در رأی‌گیری و شمارش آرا
10. رأی گرفتن با شناسنامه کسی که حضور ندارد
11. توصیه به انتخاب کاندیدای معیّن از طرف اعضای شعبه اخذ رأی یا هر فرد دیگر محل صندوق رأی، به رأی‌دهنده
12. تغییر و تبدیل یا جعل یا ربودن یا معدوم نمودن اوراق و اسناد انتخاباتی از قبیل تعرفه و برگ رأی و صورت جلسات و تلکس و تلفنگرام‌ها و تلگراف‌ها
13. باز کردن یا شکستن قفل محل نگهداری و لاک و مهر صندوق‌های رأی بدون مجوز قانونی
14. جابه‌جایی، دخل و تصرف یا معدوم نمودن اسناد انتخاباتی بدون مجوز قانونی
15. دخالت در امر انتخابات با سند مجعول
16. ایجاد رعب و وحشت برای رأی‌دهندگان یا اعضای شعب ثبت‌نام و اخذ رأی با اسلحه یا بدون اسلحه در امر انتخابات
17. دخالت در امر انتخابات با سمت مجعول یا به هر نحو غیرقانونی

## پیشینه
در جریان برگزاری‌های پیشین انتخابات در ایران هم چندین بار اتهام تقلب مطرح شده بود.
یکی از روش‌های تقلب که همیشه به شکل گسترده در ایران وجود داشته، رأی دادن با استفاده از شناسنامه افراد مرده بوده‌است.
همچنین دکتر محمد ملکی از دست‌اندرکاران برگزاری اولین انتخابات برگزار شده بعد از انقلاب در ۱۲ فروردین سال ۱۳۵۸ که به همه‌پرسی نظام جمهوری اسلامی در ایران آری یا نه معروف شد، در آذر ماه سال ۱۳۹۰ طی نامه‌ای سر گشاده با طرح مسائل مختلفی که عمدتاً به میزان شرکت کنندگان و نحوه اعلام آرای به صندوق ریخته شده اشاره دارد، به انجام تقلب در اولین انتخابات برگزار شده پس از انقلاب سال ۱۳۵۷، در ایران، اشاره نمودند.
پیش از انتخابات دهم چند مورد اتهام تقلب در انتخابات ایران مطرح شده بود. در سال ۱۳۷۹ پس از اعلام نتایج انتخابات مجلس ششم ایران، فهرست کاندیداهای اصولگرا در شهر تهران با نام «فهرست ۳۰ نفره ائتلاف خط امام و رهبری» با سر لیستی اکبر هاشمی رفسنجانی و با حضور افرادی چون محمود احمدی‌نژاد، علی لاریجانی و غلامعلی حداد عادل، از کاندیداهای اصلاح‌طلب شکست خوردند.

در آن زمان احمدی‌نژاد به عنوان یکی از کاندیداهای شکست‌خورده به نتایج انتخابات شدیداً اعتراض کرد و گفت: ۴۸ ساعت در اعلام نتایج تأخیر کردند تا در بعضی صندوق‌ها اقداماتی انجام دهند. پس از آنکه شورای نگهبان ۷۰۰ هزار رأی اعلام شده توسط وزارت کشور را باطل کرد، حداد عادل به مجلس شورای اسلامی راه یافت. رفسنجانی در رتبه آخر از فهرست سی نفره کاندیداهایی که یک چهارم آراء لازم برای کسب کرسی مجلس در شهر تهران را به دست آورده بودند، قرار گرفت. شورای نگهبان با اعلام این‌که در انتخابات تقلب شده‌است به بازشماری آراء پرداخت و آرای کاندیداهای دیگر را کاهش داد و رتبهٔ رفسنجانی را تا رتبه ۲۰ ارتقاء داد ولی رفسنجانی خود از نمایندگی انصراف داد. در انتخابات گذشته نیز افرادی معتقد به بروز تخلفات بودند. به عنوان مثال مصطفی تاج‌زاده، معاون وزیر کشور دولت سید محمد خاتمی، راجع به انتخابات دوم خرداد چنین می‌گوید: 
در آن دوره‌ای که گفتم آقای جهرمی که اکنون وزیر کار است معاون آقای جنتی بود و این تیم را اداره می‌کرد. یکی از معاونینش هم آقای احمدی‌نژاد بود که به دستور ایشان به آذربایجان غربی رفت و در انتخابات خوی و ارومیه دست برد. یکی دیگر از معاونینش آقای محمدزاده بود که در انتخابات دوم خرداد استاندار لرستان بود. در شهرهای آن استان ۱۸۰ درصد واجدین در انتخابات شرکت کردند و ۱۳۰ درصد به رقیب آقای خاتمی رای دادند. هنگامی که به او گفتند چرا این این خیانت و نامردی را کردی گفت: بقیه استانداران نامردی کردند. چرا که آن‌ها هم قرار بود همین کار را بکنند. ایشان الان استاندار خراسان شده‌اند. مشاور این تیم آقای کردان بود. یعنی آنچه همه خوبان دارند این آدم یکجا دارد. همه جور فساد سیاسی و اداری و مالی.
 در سال ۱۳۸۴ پس از آنکه در دور اول نهمین دوره انتخابات ریاست جمهوری محمود احمدی‌نژاد در رتبه دوم پس از هاشمی رفسنجانی قرار گرفت، یک مقام وزارت کشور که به تقلبات گسترده اعضای شورای نظارتی شورای نگهبان اعتراض کرده بود به مدت چند ساعت زندانی شد. همچنین مهدی کروبی یکی از کاندیداهای انتخابات، مجتبی خامنه‌ای (پسر علی خامنه‌ای)، سپاه پاسداران انقلاب اسلامی و بسیج را متهم به تقلب در انتخابات کرد.
گزارش مؤسسه چتم هاوس با اشاره به اینکه بر اساس آمار رسمی مؤسسه بین‌المللی دموکراسی و یاری انتخاباتی تعداد ثبت نام شده‌ها در انتخابات سال ۲۰۰۱ (۳۸٬۷۰۰٬۰۰۰ نفر) به شکل قابل ملاحظه‌ای (۱۲٫۹ درصد) بیشتر از تعداد کل شهروندان در سن رأی‌گیری (۳۲٬۵۸۵٬۷۳۲ نفر) بود، می‌گوید که رواج تقلب در ایران از طریق رأی دادن با استفاده از شناسنامه افرادی که فوت شده‌اند همیشه به شکل گسترده وجود داشته؛ اگر چه نگران‌کننده‌است اما چیز جدیدی نیست.
امیررضا خادم ورزشکار و سیاستمدار متمایل به جناح راست که نفر دوم انتخابات مجلس هفتم در شهر تهران بود و در انتخابات مجلس هشتم ناکام ماند می‌گوید در نظرسنجی‌های پیش از انتخابات مجلس هشتم در رده اول یا دوم در شهر تهران قرار داشته، اما در نهایت شصتم شده‌است. او همچنین اظهار می‌کند که علی‌رغم گذشت یکسال و نیم از ارائه اسناد تقلب به شورای نگهبان و فرمانداری تهران پاسخی دریافت نکرده‌است.

## استدلالات ارائه شده برای وقوع تقلب

### پیش از روز انتخابات
گزارش تفصیلی کمیته صیانت از آرای میرحسین موسوی در سر فصل‌هایی با عنوان‌های «تبلیغات غیرقانونی با استفاده از منابع و امکانات دولتی و عمومی»، «تطمیع و خرید رأی»، «تخلفات و اعمال مجرمانه شخص آقای احمدی‌نژاد»، «سازماندهی یکپارچه و بسته وزارت کشور، ستاد انتخابات کشور و هیئت‌های اجرایی»، «نقض بی‌طرفی شورای نگهبان، هیئت نظارت و ناظران»، «همسو بودن مجری و ناظر انتخابات برای اولین بار»، «مداخله نظامیان در انتخابات»، «تقلب و تزویر در تعرفه‌ها و آراء» و «مهرهای اضافی» مفصلاً استدلالاتی برای وقوع تخلف پیش از روز انتخابات را ذکر می‌کند. همچنین علی‌اکبر محتشمی‌پور رئیس کمیته صیانت از آرای موسوی به مواردی از جمله استفاده احمدی‌نژاد از امکانات دولتی در سفرهای تبلیغاتی، توزیع سهام عدالت در آستانه انتخابات و… اشاره کرد.

### نقض بی‌طرفی نهادهای نظارتی
شورای نگهبان به عنوان مهم‌ترین نهاد نظارتی قانونی بر انتخابات بارها مورد انتقاد برای طرفداری از محمود احمدی‌نژاد قرار گرفت. این حمایت‌ها تا جایی ادامه داشت که احمد جنتی دبیر این شورا طی بیانیه‌ای حمایت خود را از محمود احمدی‌نژاد رسماً اعلام داشت. همچنین غلامحسین الهام یک عضو حقوقدان شورای نگهبان نیز، شخصاً به اشتباه بودن حضور و سخنرانی در مراسم تبلیغاتی طرفداران احمدی‌نژاد که در مصلای تهران برگزار شده بود، اعتراف کرد و اذعان نمود که این عمل خلاف قانون بوده‌است. علاوه بر اینکه وی در همان زمان سخنگوی دولت نیز بوده‌است.
همچنین محسن قرائتی در یک سخنرانی در عصر سه‌شنبه، ۱۲ شهریور سال ۱۳۹۲، به گفت‌وگوی خود با احمد جنتی، دبیر شورای نگهبان، دربارهٔ «ثبت نام» میرحسین موسوی در انتخابات دوره دهم ریاست جمهوری اشاره کرد. او گفت: 
 در این زمینه از آقای جنتی به عنوان رئیس شورای نگهبان پرسیدم که چرا اجازه دادید میرحسین در انتخابات ثبت نام کند، چون وی با رهبری مشکل و زاویه دارد که آقای جنتی به مشورتی که با مقام معظم رهبری در رابطه با عدم ثبت نام ایشان داشته بود اشاره کرد و گفت که رهبر معظم انقلاب گفتند که نه، شرعاً جایز نیست.
 آقای قرائتی در سخنرانی خود افزوده‌است که واکنش علی خامنه‌ای به پرسش احمد جنتی «می‌رساند که ایشان حتی با این که می‌داند میرحسین با او زاویه دارد ولی می‌گوید که رضای خدا نیست که از ثبت نام وی جلوگیری به عمل آید.» این نخستین بار است که در رسانه‌های کشور به عدم رضایت دبیر شورای نگهبان از نامزدی آقای موسوی و تلاش او برای ممانعت از ثبت نام او در انتخابات ریاست جمهوری سال ۸۸ اشاره می‌شود.

### حمایت علی خامنه‌ای
در ۳۰ مهر ۱۳۸۹ محمدتقی رهبر در مصاحبه‌ای گفت: «در روزهای پیش از انتخابات دهم هم چهره‌های اصول‌گرا و حتی نماینده‌های ولی‌فقیه و ائمه جمعه در شهرهای مختلف به حمایت از احمدی‌نژاد پرداختند.» رسانه‌ها این اظهارات را حاکی از دخالت علی خامنه‌ای و مجموعه تحت نظر او در انتخابات دانستند.
حیدر مصلحی وزیر اطلاعات در سخنانی در ۴ آبان ۱۳۸۹ به نقش علی خامنه‌ای در مورد انتخاب محمود احمدی‌نژاد اشاره نمود و گفت: «امروز مسیری که مقام معظم رهبری طراحی کرده‌اند، وضعیت را به گونه‌ای شکل داده‌است که دولت نهم و دهم بر سر کار می‌آید و نظام در مسیر درستی قرار می‌گیرد.»
علی مطهری در این خصوص در مصاحبه‌ای گفت
«۹۰ درصد اصولگرایان در سال ۱۳۸۸ ادامه دولت احمدی‌نژاد را به صلاح نمی‌دانستند اما می‌گفتند که میل آقا به احمدی‌نژاد است و به بهانهٔ میل آقا، آن چیزی را که صلاح می‌دانستند انجام ندادند.»

### تردید نهادهای حکومتی در پیروزی احمدی‌نژاد
فریده فرحی، تحلیلگر امور ایران و استاد دانشگاه هاوایی در مانوا، نتایج انتخابات را «درآمده از خم رنگرزی» (Pull out of the hat) می‌خواند. از استدلال‌های متعددی که او ارائه می‌دهد می‌توان به نظرسنجی‌های پیش از انتخابات اشاره کرد. مثلاً نظرسنجی محرمانه دولتی مربوط به ۶ روز قبل از انتخابات که توسط نشریه نیوزویک چند روز پیش از انتخابات درز کرد و نشان می‌داد که موسوی بین ۱۶–۱۸ میلیون رأی دارد و احمدی‌نژاد تنها ۶–۸ میلیون رأی دارد. این نظرسنجی نشان می‌داد که حتی اکثریت اعضای سپاه پاسداران و نیروهای اطلاعات ایران قصد دارند که به موسوی رأی دهند.
همچنین علیرضا زاکانی، نمایندهٔ اصول‌گرای مجلس، از حامیان محمود احمدی‌نژاد و یکی از اعضای کمیتهٔ شش نفره مجلس برای رسیدگی به حوادث پس از انتخابات، در جریان سخنرانی خود در تاریخ ۱ آذر ۱۳۸۸ در دانشگاه امام صادق با وجود انتقاد شدید از میرحسین موسوی در نپذیرفتن نتایج انتخابات، تصریح کرد که نظرسنجی‌های وزارت اطلاعات و وزارت کشور و نیز جمع‌بندی شورای عالی امنیت ملی حاکی از آن بود که انتخابات به دور دوم کشیده می‌شود. که اظهارات او از سوی هیچ‌یک از این سه نهاد تکذیب نشد.
وبگاه رجا نیوز (حامی سرسخت احمدی‌نژاد) هم به نقل از یک نماینده مجلس شورای اسلامی مدعی شده‌است که «علی لاریجانی عصر روز انتخابات در تماسی تلفنی با میرحسین موسوی، پیروزی وی را در انتخابات به وی تبریک گفته‌است» که این خبر هیچ‌گاه از سوی لاریجانی تکذیب نشد. با وجود این ادعا، دفتر لاریجانی این ادعا را لااقل دو بار تکذیب کرده‌است. برزو داراگاهی در لس آنجلس تایمز با دست گذاشتن بر این نوشتار رجا نیوز آن را دلیلی دیگر از میان دلایل دیگر مبنی بر وقوع تقلب در انتخابات دانسته و بیان می‌نماید که لاریجانی با استفاده از اطلاعات محرمانه و دست اول نظام از پیروزی موسوی در انتخابات آگاه بوده که در شب انتخابات به وی تبریک گفته‌است.
این شواهد از نظر مدافعان وقوع تقلب نشانهٔ آن است که حتی حامیان احمدی‌نژاد و چهره‌ها و نهادهای ارشد محافظه‌کار ایران هم می‌دانسته‌اند که احمدی‌نژاد نمی‌تواند پیروز انتخابات باشد.
اما هواداران محمود احمدی‌نژاد، آن را نشانهٔ نفوذ دشمنان دولت به نهادهای حکومتی و حتی وزارت اطلاعات دولت احمدی‌نژاد دانسته‌اند.

### ادعای عدم پلمب صندوق‌ها قبل از رای‌گیری
- به‌گفتهٔ موسوی از لحاظ قانونی باید پیش از رای‌گیری از خالی بودن صندوق‌ها اطمینان حاصل می‌شد (با حضور نمایندگان ناظر کاندیداها قبل از لاک و مهر صندوق‌ها). اما این کار در اغلب شعبات اخذ رأی انجام نشده‌است.[۴۰]
- در گزارش تفصیلی کمیتهٔ صیانت از آرای میرحسین موسوی آمده‌است: «عدم حصول اطمینان از خالی بودن صندوق‌ها قبل از لاک و مهر یا لاک و مهر نداشتن صندوق‌ها. این تخلف یکی از گلوگاه‌های مهم جریان رأی‌گیری است که می‌تواند منشأ تقلب گسترده باشد. هیچ اطمینانی وجود ندارد که صندوق‌ها قبل از لاک و مهر شدن، با آراء مورد نیاز و مهندسی شده از قبل پر نشده باشد. نمایندگانی که پس از عبور از هفت خوان اخلال‌ها، بسیاری از آن‌ها امکان حضور قبل از زمان شروع رأی‌گیری را نیافته بودند و نمایندگانی که غالباً با اصرار و تأکید غیرقانونی «راه ندادن» یا «اخراج» مواجه گردیدند چگونه می‌توانستند در مورد خالی بودن صندوق‌ها قبل از شروع رأی‌گیری اطمینان یابند.»[۴۱]
- البته وزارت کشور اعلام کرده‌است که اکثریت قریب به اتفاق نمایندگان آقای موسوی، هنگام پلمب صندوق‌ها، در شعب اخذ رای حضور داشتند.[۴۲]

### ادعای تخلفات صورت گرفته در صندوق‌های سیار
قانون انتخابات در مورد صندوق‌های سیار
- ماده ۵۰ قانون انتخابات در در مورد صندوق‌های سیار می‌نویسد: «هیئت اجرایی بخش با تصویب هیئت اجرایی شهرستان می‌تواند برای مناطق صعب العبور و کوهستانی و مسافتهای دور و نقاطی که تشکیل شعب ثابت ثبت نام و اخذ رأی مقدور نیست شعب اخذ رأی سیار تشکیل دهد هیئت اجرایی شهرستان نیز می‌تواند در صورتی که لازم بداند نسبت به تشکیل شعب اخذ رأی سیار در مرکز شهرستان و بخش مرکزی اقدام نماید و در هر دو مورد باید به اطلاع هیئت نظارت برسد و همچنین نماینده‌ای از هیئت نظارت در معیت صندوق سیار بوده و مسیر گردش صندوق را در صورت جلسه‌ای قید و تأیید نماید»[۴۳]

استدلال موسوی
- به‌گفتهٔ موسوی از لحاظ قانونی وجود صندوق‌های سیار برای این است که در مناطق سخت‌گذر کوهستانی و مسافت‌های دور و نقاطی که تشکیل شعب ثابت مقدور نیست، مردم توانایی رأی دادن داشته باشند. اما به رغم آب و هوای مناسب تمام کشور در نیمه خرداد شاهد افزایش چشمگیر صندوق‌های سیار به ۱۴ هزار هستیم. به‌گفتهٔ موسوی حتی «در نقاطی این صندوق‌ها به کار گرفته شده که صندوق‌های ثابت در چند ده متری آن مستقر بوده و هیچ نیازی به استفاده از این صندوق‌های سیار نبوده‌است.» به دلیل اینکه در اغلب صندوق‌های سیار نمایندگان نامزدها حضور نداشتند عملاً امکان هرگونه تخلف در این ۱۴ هزار صندوق وجود داشته‌است.[۴۰]

پاسخ
- در پاسخ به گفته موسوی که «شاهد افزایش چشمگیر صندوق‌های سیار به ۱۴ هزار هستیم» وزارت کشور بیان کرد که: «در انتخابات ریاست جمهوری نهم در دولت اصلاحات، از مجموع ۴۱۰۷۱ صندوق اخذ رای، تعداد ۱۴۱۰۲ صندوق آن سیار بوده‌است یعنی ۳۳درصد کل صندوقها، درحالی‌که در انتخابات دهمین دوره ریاست جمهوری از مجموع ۴۵۷۱۳ صندوق تعداد ۱۴۲۹۴ سیار بوده‌است یعنی ۳۰درصد کل صندوق‌ها، پس ملاحظه می‌شود که درصد صندوقهای سیار در این انتخابات به نسبت دوره گذشته ۳ درصد کاهش یافته‌است»[۴۲]
- از نظر قانونی صندوق‌های سیار تنها برای این نیست که در مناطق سخت‌گذر کوهستانی و مسافت‌های دور و نقاطی که تشکیل شعب ثابت مقدور نیست، مردم توانایی رأی دادن داشته باشند. طبق ماده ۵۰ قانون انتخابات هیئت اجرایی هم در موارد کوهستانی و سخت‌گذر و هم در صورتی‌که لازم بداند می‌تواند نسبت به تشکیل شعب اخذ رأی سیار در مرکز شهرستان و بخش مرکزی اقدام نماید و در هر دو مورد باید به اطلاع هیئت نظارت برسد.[۴۳] [نیازمند منبع]

همچنین وزارت کشور در مورد این گفته‌های موسوی گفته‌است: "ای کاش ایشان مستنداً، اعلام می‌کردند که در انتخابات ریاست جمهوری هفتم، هشتم و نهم چند صندوق ثابت شهری و چند صندوق سیار وجود داشته و حالا تعداد این صندوق‌ها چه میزان است؟ ما این اطلاعات را در سایت وزارت کشور رسماً و شفاف و مبسوط قرار داده‌ایم.
طبق قانون و سیره مستمره، شعب سیار، نه تنها برای مناطق سخت‌گذر که همواره برای مناطق شهری، بیمارستانها، پادگانها، مناطق کم جمعیت و موارد دیگر تشکیل می‌شده‌است. "
پاسخ کمیتهٔ صیانت از آرای موسوی
- در گزارش تفصیلی کمیتهٔ صیانت از آرای موسوی در اعتراض به تخلفات موجود در پیرامون صندوق‌های سیار آمده‌است: «این اقدام غیرقانونی در شرایطی صورت پذیرفته که برخلاف نص صریح متن ماده واحده قانون حضور نمایندگان کاندیداها در شعب ثابت و سیار، اغلب نماینده‌های نامزدها در صندوق‌های سیار همراه نبودند، و ناظرین معرفی شده با عدم پذیرش از طرف فرمانداری‌ها یا عدم امکان همراهی با صندوق‌های سیار در زمان جابجایی مواجه شده‌اند.»[۴۴]
- در ادامهٔ این گزارش، آمده‌است: «نتایج آراء صندوق‌ها که از طرف وزارت کشور اعلام شده‌است نیز نشان می‌دهد که علی‌رغم مهندسی آراء در همه صندوق‌ها اعم از ثابت و سیار، وضعیت صندوق‌های سیار تفاوت قابل ملاحظه و معنی‌داری به نفع آقای احمدی‌نژاد را نمایان می‌سازد و به عبارتی حجم تخلفات و تقلب در صندوق‌های سیار به مراتب بیشتر از صندوق‌های ثابت بوده‌است. گم شدن مقداری از صندوق‌های سیار و پیدا شدن آن‌ها پس از چند ساعت بعضاً در محلی که نباید باشند، توجه به آرای واریز شده به صندوق‌های مذکور و ترکیب جمعیتی مسیر حرکت آن‌ها و مقایسه با دوره‌های قبل می‌تواند واقعیات رخ داده در مورد بسیاری از آن‌ها را روشن نماید.»[۴۴]

### کمبود تعرفه

#### گزارش‌های کمبود تعرفه
- به‌گفتهٔ موسوی «صدها شعبه اخذ رأی در مناطق مختلف کشور از جمله شیراز، تبریز، تهران و… در ساعات قبل و بعد از ظهر دچار کمبود تعرفه اخذ رأی شدند و این امر موجب توقف چند ساعته رأی‌گیری در آن‌ها گردید.»
- به‌گفتهٔ ابطحی تخلفاتی هنگام رأی‌گیری رخ داده زیرا گزارش‌هایی مبنی بر کمبود تعرفه، نرساندن تعرفه به حوزه‌های رای‌گیری، بیرون کردن ناظران نامزدها از حوزه‌های رای‌گیری و پر بودن برخی صندوق‌ها از قبل، دریافت کرده‌است.[۴۵]
- بنابر گزارش خبرگزاری ایرنا و با تأیید مسئولان انتخاباتی استان اصفهان، با وجود توزیع حدود سه میلیون تعرفه با توجه به (دو میلیون و ۹۸۷ هزار و ۶۶۴ واجدین شرایط رای) برخی حوزه‌های رای‌گیری استان اصفهان در هنگام انتخابات دچار کمبود تعرفه در آستانه پایان رای‌گیری شدند که نارضایتی رأی دهندگان را در پی داشت[۴۶] روزنامه جام جم نیز در گزارشی خبر از کمبود تعرفه در بسیاری از شعبات اخذ رأی در شهرستان تبریز داد.[۴۷]

#### پاسخ وزارت کشور
- وزارت کشور نیز در پاسخ به گزارش کمبود تعرفه گفته‌است: «با در نظر گرفتن آمار رای‌دهندگان در آخرین انتخابات در هر شهرستان و صندوق تعداد تعرفه متناسب تحویل داده شد و تنها تعداد معدودی از شعب اخذ رای با کمبود تعرفه مواجه شدند که به سرعت تعرفه لازم تحویل گردید.»[۴۲]

#### پاسخ شورای نگهبان
در پاسخ به این ادعا شورای نگهبان در گزارش تفصیلی اعلام کرده‌است که تعداد صندوق‌های با کمبود تعرفه در سراسر کشور طبق گزارش نمایندگان آقای موسوی ۵۱ عدد بوده‌است: «از مجموع چهل و پنج هزار و ششصد و نود و دو (۴۵۶۹۲) صندوق اخذ رأی در داخل کشور، بیشترین گزارش‌ها مربوط به نمایندگان آقای میرحسین موسوی است که اعلام نموده‌اند در سراسر کشور تعداد پنجاه و یک (۵۱) صندوق با کمبود تعرفه مواجه شده‌است. عمدهٔ این گزارش‌ها نیز فاقد مستندات قانونی است و مشخصات گزارش دهنده در دسترس نبوده، بلکه با چند واسطه و به صورت نقل قول می‌باشد.»
شورای نگهبان در گزارش تفصیلی خود همچنین آورده‌است: «صرف نظر از صحت و سقم گزارش نمایندگان نامزدهای محترم، اتمام تعرفه در موارد اعلام شده درصدی جزئی از صندوق‌های کل کشور است که تأثیری در روند کلی انتخابات نداشته و در صورت اتمام تعرفه در تعداد بسیار معدودی از شعب، رأی دهندگان با تحمل اندکی انتظار و رسیدن تعرفه در همان شعبه رأی داده‌اند یا به شعب همجوار مراجعه کرده‌اند. هرچندکه اتمام تعرفه (در صورت رخداد امر) می‌تواند دقایقی موجب توقف عملیات رأی‌گیری شود، اما تردیدی نیست که این امر تأثیری در سرنوشت آراء مأخوذه نداشته و موجبی برای خدشه و تقلب در آراء مأخوذه محسوب نمی‌گردد.»

#### پاسخ کمیته صیانت از آراء به شورای نگهبان
کمیته صیانت اطلاعات داده شده توسط شورای نگهبان را نادرست خواند و در واکنش به گزارش شورای نگهبان مبنی بر اینکه «نمایندگان آقای میرحسین موسوی اعلام نموده‌اند که در سراسر کشور تعداد ۵۱ صندوق با کمبود تعرفه مواجه شده‌است» اعلام کرد که کمیته صیانت از آرای موسوی «فقط در حوزه انتخابیه شهرستان تهران در روز اخذ رأی طی یک فقره نامه شماره حدود ۱۰۰ صندوق اخذ رأی که با کمبود تعرفه مواجه شده و انجام رأی‌گیری متوقف شده بود به هیئت اجرایی آن شهرستان اعلام کرده‌است.»

### ناظران کاندیداها

#### ادعای موسوی
- به گفته موسوی برای تعداد زیادی از ناظران معرفی شده برای حضور در صندوق‌های رای، کارت صادر نشده، در موارد متعددی «نام افراد اشتباه قید شده یا حتی در موارد متعدد عکس مردان به کارت زنان یا بلعکس الصاق شده و عملاً مسئولان صندوق‌ها با این‌گونه کارت‌ها اجازه حضور ناظر معرفی شده را نداده‌اند… در موارد زیادی شماره صندوق‌هایی که ناظر برای آن معرفی شده بود با شماره صندوقی که در محل بوده مطابقت نداشته و ناظر معرفی شده توسط مسئولان صندوق پذیرفته نشده و امکان حضور و نظارت ممکن نبوده‌است» همچنین در موارد متعددی «کارت‌های ناظرین معرفی شده از طرف یک کاندیدا برای کاندیداهای دیگر ارسال گردیده‌است و به علت ضیق وقت امکان رفع این اشتباه و جابه‌جایی وجود نداشته‌است.» و گذشته از این‌ها در سراسر کشور «هزاران نفر از نمایندگان اینجانب (موسوی) و سایر کاندیداها از شعب رای‌گیری اخراج و به سایرین هم اجازه ندادند وظایف نظارتی خود را انجام دهند.»[۴۰]

#### پاسخ وزارت کشور
- از سوی دیگر وزرات کشور در جوابیه خود به آقای موسوی گفته‌است: «وزارت کشور زحمات فراوانی را متقبل شد تا با ایجاد سایت ثبت نام اینترنتی نمایندگان کاندیداها، بستری فراهم نماید تا نمایندگان نامزدها بتوانند به راحتی مشخصات خود را وارد سایت نموده و برای تمام نمایندگان نامزدها کارت شناسایی رایانه‌ای صادر شود. بدین منظور در جلسه توجیهی مورخ ۲/۳/۱۳۸۸ با حضور نمایندگان کاندیداها آقایان: ثمره هاشمی از ستاد آقای دکتر احمدی‌نژاد، طلایی نیک از ستاد آقای دکتر محسن رضایی، سلطانی‌فر از ستاد آقای کروبی، احمدی از ستاد آقای مهندس موسوی، سایت مذکور به آن‌ها معرفی و آنان ضمن اعلام آمادگی از وزارت کشور به خاطر این اقدام تشکر نمودند. اما در تاریخ ۱۵/۳/۱۳۸۸ به صورت غیرمترقبه و با اظهار این‌که نمایندگان ما در شهرستان‌ها با این روش آشنا نیستند و در این فرصت کوتاه نمی‌توانیم کار ثبت نام را انجام دهیم، درخواست کردند تا صدور کارت شناسایی برای نمایندگان نامزدها به صورت دستی و سنتی صورت گیرد، که ستاد انتخابات کشور در جهت همراهی با آنان این درخواست را پذیرفت.

به رغم همراهی وزارت کشور، ستاد ایشان در معرفی نمایندگان ضعف داشت، به‌طوری‌که حتی برای دادن فتوکپی شناسنامه و الصاق عکس به آن نیز مشکل داشتند و هر روز کار را به تأخیر می‌انداختند که به‌عنوان نمونه می‌توان به شهر تهران اشاره داشت.»

#### پاسخ شورای نگهبان
به گفته شورای نگهبان در مورد اخراج نامزدها یا ممانعت از حضور آن‌ها جمعاً ۹۰ شکایت از سوی نامزدها به این شورا رسیده‌است. شورای نگهبان در گزارش تفصیلی خود اعلام کرده‌است: «از مجموع چهل و پنج هزار و ششصد و نود و دو (۴۵۶۹۲) صندوق اخذ رأی جمعاً نود (۹۰) گزارش حاکی از اخراج نماینده نامزدها یا ممانعت از حضور ایشان در شعب اخذ رأی به شورای نگهبان واصل شد. ستاد انتخاباتی آقای محسن رضایی سه (۳) گزارش، ستاد آقای مهدی کروبی چهارده (۱۴) گزارش و ستاد آقای میرحسین موسوی هفتاد و سه (۷۳) گزارش ارائه نمودند.»

### محدودیت‌های مخابراتی و رسانه‌ای در روز رای‌گیری
- سامانهٔ پیام کوتاه ایران که از نیمه‌شب ۲۱ خرداد ۱۳۸۸، روز قبل از دهمین دورهٔ انتخابات ریاست جمهوری قطع شده بود، در نهایت در بامداد ۱ مرداد ۱۳۸۸ پس از ۴۰ روز قطعی و اختلال، مجدداً به راه افتاد.[۵۰]
- در گزارش تفصیلی کمیتهٔ صیانت از آرای میرحسین موسوی آمده‌است «با قطع سیستم پیامک به عنوان وسیلهٔ اصلی ارتباطی نمایندگان با کمیته صیانت از بامداد روز رأی‌گیری و قطع تلفن‌های ثابت کمیته صیانت در اواخر زمان رأی‌گیری و هنگام اوج کاری کمیتهٔ مذکور، اختلال جدی در کار نظارت ایجاد نمودند.» در بیانیهٔ شمارهٔ ۹ کمیتهٔ صیانت از آرای میرحسین موسوی آمده‌است «قطع خدمات ارسال پیام کوتاه که به نظر می‌رسد حسب اوامر دولت صورت گرفته‌است از آن جهت که امکان ارتباط و اطلاع‌رسانی در خصوص انتخابات و به ویژه ایجاد ارتباط جهت گزارش‌گیری از نمایندگان نامزدهای حاضر در شعب اخذ رأی را ناممکن می‌سازد و اصولاً امکانی برای نظارت نامزدها بر فرایند انتخابات در فضای دیجیتالی باقی نمی‌گذارد، موجب این شایعه‌است که این اقدام به منظور بستن فضا جهت مخدوش کردن انتخابات انجام پذیرفته‌است.»[۵۱]
- علی‌اکبر محتشمی‌پور نیز در تاریخ ۲۲ خرداد گفت: «یک هفته پیش اطلاعاتی مبنی بر دخالت وزارت ارتباطات در سیستم رایانه‌ای و ارسال پیامک در روزهای ۲۱ و ۲۲ خرداد به دست ما رسیده بود که براساس آن تصمیم دارند در غیاب افکار عمومی، اقداماتی را در جابجایی آرای مردم بدون اطلاع ما انجام دهند اما مسوولان ذیربط بعد از پخش مصاحبه چند روز پیش اینجانب در رسانه‌ها اعلام کردند چنین چیزی امکان‌پذیر نیست و این اخبار صحت ندارد. اما امروز عملاً پیش‌بینی ما محقق شد زیرا از صبح امروز سیستم ارسال پیامک کمیته صیانت از آرای مهندس میرحسین موسوی با اخلال مواجه و بعد از ظهر امروز به صورت کامل قطع شد.»[۵۲]
- فریده فرحی، استاد علوم سیاسی در دانشگاه هاوایی در مانوا معتقد است که نتیجه انتخابات از قبل تصمیم‌گیری شده بود زیرا در روز برپایی انتخابات مکالمات را قطع کرده، صفحات اینترنتی را فیلتر کرده، به مراکز کاندیداها حمله کرده و نهایتاً نتایج انتخابات (که از نظر آماری مشکوک هستند) را بدون انجام تشریفات معمول تأیید کردند.[۵۳]

### زمان پایان رای‌گیری

#### ادعای موسوی
- به‌گفتهٔ موسوی «در حالی که… در این دوره هم میزان مشارکت مردم بسیار بالا بود و هم کمبود تعرفه‌ها در مناطق مختلف به صورتی بود که می‌بایست زمان رای‌گیری تا حداکثر زمان ممکن ادامه یابد… برخلاف رویه گذشته… در بسیاری از مناطق کشور در ساعت ۹ شب زمان رای‌گیری پایان یافته اعلام شد و بسیاری از شهروندان علیرغم حضور در محل شعب اخذ رای موفق به رای دادن نشدند و آنان را از محل شعب اخذ رای اخراج کردند.»[۴۰]

#### سایر گزارشها
- خبرگزاری مهر نیز در گزارشی اعلام کرد که در شهرهای مشهد، اردبیل، اصفهان، قزوین، خرم‌آباد، یزد، همدان، سمنان، گرگان، ارومیه، کرمانشاه، شهرکرد، کرج، تهران، شیراز، کرمان، یاسوج، تبریز، اهواز، بوشهر، بندرعباس درب‌های حوزه‌های رأی‌گیری بر روی مردمی که قصد رأی دادن داشتند بسته شد.[۵۴]

#### پاسخ شورای نگهبان
شورای نگهبان در گزارش خود اعلام کرده تنها ۸ شکایت از سوی ستاد موسوی به شورای نگهبان اعلام شده‌است: «از مجموع چهل و پنج هزار و ششصد و نود و دو (۴۵۶۹۲) صندوق اخذ رأی در سراسر کشور، هفده (۱۷) مورد شکایت از عدم تمدید زمان اخذ رأی به شورای نگهبان واصل گردید که هشت (۸) مورد از سوی ستاد آقای محسن رضایی، یک (۱) مورد از سوی ستاد آقای مهدی کروبی و هشت (۸) مورد هم از سوی ستاد آقای میرحسین موسوی اعلام شده‌است.;

### شمارش آرا
استدلال بر پایه سرعت شمارش آرا
کارشناسانی مانند سوسان هاید، استاد دانشگاه ییل سرعت شمارش آرا را یکی از مهم‌ترین شواهد برای امکان وقوع تخلف می‌دانند. مقایسه تطبیقی بین این انتخابات و انتخابات قبل ایران نشان می‌دهد که شمارش آرا باید زمانی دو برابر طول می‌کشید و حتی استفاده از سیستم‌های کامپیوتری نمی‌تواند این مسئله را توضیح دهد (و به‌علاوه وجود چنین سیستم کامپوتری در روستاهای کوچک غیرمحتمل است). سوسان هاید که تجربیاتی در زمینه سیستم‌های رأی‌گیری در کشورهای در حال رشد داشته سرعت مشخصاً غیرطبیعی اعلام نتایج را تأیید می‌کند.
نسبت ثابت آراء

روند اعلام نتایج انتخابات توسط وزارت کشور

برخی از کارشناسان به این نکته اشاره کرده‌اند که در طول شمارش آراء میان آرای محمود احمدی‌نژاد و میرحسین موسوی، همواره نسبت عددی مشابهی وجود داشته و نمودار آراء به‌تدریج اعلام شده توسط وزارت کشور روی خط راستی قابل میان‌یابی بوده و واریانسی نزدیک به ۱ دارد. در حالی که چنین شیوه‌ای از رأی دادن نه تنها در ایران سابقه نداشته که حتی بر مبنای آمار آرای تفکیکی شهرستان‌ها که بعدها توسط وزارت کشور منتشر شد هم قابل قبول نبود. زیرا میزان حمایت از احمدی‌نژاد در شهرها و روستاهای مختلف محتملاً متفاوت است (گفته می‌شود احمدی‌نژاد در میان قشر روستایی و کم‌درآمد از حمایت نسبی بیشتری برخوردار بود) و معمولاً نتایج شمارش آرای این دو با تأخیر نسبت به یکدیگر انجام می‌پذیرد و بنابراین اینکه شیب خط با این تقریب ثابت بماند محتمل نیست. و آمار تفکیکی وزارت کشور در شهرستان‌های مختلف هم تفاوت قابل توجهی را میان نسبت رأی کاندیداهای مختلف در نقاط مختلف کشور نشان می‌داد. مهدی کروبی در نامه‌ای که به شورای نگهبان نوشته این‌گونه استدلال کرده‌است: «نحوه اعلان و نسبت آرا در ۹ یا ۱۰ مرحله از سوی وزارت کشور نشان‌دهنده وجود فرمولی مشخص و از پیش تعیین‌شده برای آراء نامزدهاست. با توجه به اینکه هیچ‌یک از نظرسنجی‌های موجود که از سوی افراد نزدیک به دولت انجام شد چنین درصدهایی را پیش‌بینی نمی‌کرد و شواهد تجربی نیز در تعارض با چنین نتیجه‌ای بود، اما روزنامه کیهان و خبرگزاری فارس ساعت‌ها قبل از پایان رأی‌گیری نسبت ۶۰ درصد آرا را برای احمدی‌نژاد تعیین کرده‌اند که هیچ شبهه‌ای در وجود چنین فرمولی باقی نمی‌گذارد.»
کامران دانشجو، رئیس ستاد انتخابات وزارت کشور، دلیل این مسئله را شمارش کامپیوتری آرا اعلام کرد. به گفته او در این روش بلافاصله پس از شمارش نتایج هر صندوق، آمار مربوطه به نتایج کلی آرا اضافه می‌شد و در نتیجه صندوق‌هایی که در فاصله هر دو نوبت اعلام نتایج آرا شمرده می‌شدند، لزوماً به یک منطقه خاص جغرافیایی متعلق نبودند.
در مقابل مدافعان تقلب معتقدند حتی در صورتی که صندوق‌هایی از مناطق مختلف کشور به‌طور یکنواخت شمرده شود، باز هم چنین شباهتی میان آراء کاندیداها غیرطبیعی است.
از طرف دیگر جردن النبرگ، ریاضیدان، با فرض اینکه نتایج شمارش آرای به صورت یکنواخت از سطح کشور جمع‌آوری شود و با فرض اینکه واقعاً احمدی‌نژاد به‌طور متوسط ۶۷٫۲ درصد آرا را کسب کرده باشد، واریانس نتایج اعلام شده را تخمین زده و به این نتیجه می‌رسد که نتایج اعلامی لزوماً غیرمعمول نیستند؛ در صورت برقراری فرضیات مربوط به شمارش یکنواخت آرا و کسب ۶۷٫۲ درصد آرا توسط احمدی‌نژاد، ممکن است نتایج اعلامی با این تقریب روی یک خط قرار گیرند.

### ادعای عدم تجمیع آراء در حضور ناظران کاندیداها
طبق مادهٔ ۲۸ آیین‌نامهٔ اجرایی قانون انتخابات ریاست جمهوری، باید کلیهٔ مراحل قرائت، شمارش آراء و تنظیم صورتجلسه در شعب اخذ رأی به صورت دستی انجام و کلیه مستندات و صندوق‌های لاک و مهر شده تحویل هیئت اجرایی بخش شود. همچنین آیین‌نامهٔ مذکور نحوهٔ تکمیل صورتجلسه و تجمیع آراء در فرمانداری‌ها و اعلام نتایج بر مبنای آرای شهرستان مشخص به ستاد انتخابات وزارت کشور را معین نموده‌است. بر این مبناست که ستاد مذکور قادر به اعلام نتایج آراء خواهد بود و ناظران نامزدها در فرمانداری‌ها و ستاد فوق خواهند توانست بر روند تجمیع و اعلام نتایج نظارت نمایند.
اما به‌گفتهٔ موسوی در جریان اعلام نتایج، نتایج آرای شمارش شده به‌طور مستقیم و بدون تجمیع در سطح شهرستان و تحت نظارت نمایندگان نامزدها به ستاد انتخاباتی وزارت کشور اعلام شد و در آنجا نیز «بدون نظارت نمایندگان نامزدها» تجمیع و اعلام گردید. در بخشی از گزارش تفصیلی کمیتهٔ صیانت از آرای میرحسین موسوی آمده‌است «به‌طور مثال در روز انتخابات فقط محصولی، دانشجو و یک فرد دیگر در اتاق تجمیع کلی آراء در ستاد انتخابات حضور داشتند و نمایندگان نامزدها قادر به نزدیک شدن به این اتاق هم نشدند.»
نمایندگان رضایی، کروبی و موسوی مستقر در ستاد انتخابات وزارت کشور طی نامه‌ای به وزیر کشور مراتب اعتراض خود را به این روند اعلام و با توجه به نبود امکان نظارت آنان بر نحوهٔ تجمیع و اعلام آرا ادامه حضور خود را بی‌فایده دانسته و ستاد مذکور را ترک کردند. رونوشت این نامه برای دفتر رهبر ایران، هیئت مرکزی نظارت بر انتخابات و رئیس ستاد انتخابات نیز ارسال شد.

### گزارش‌های منتسب به کارکنان وزارت کشور
به‌گفتهٔ روزنامه گاردین، گروهی از کارکنان وزارت کشور در نامه‌ای به مسئولان ارشد، از جمله رهبر ایران، ادعا کردند که آمار مربوط به رأی دهندگان واجد شرایط از روی قصد به جای ۴۶٫۳ میلیون، ۵۱٫۲ میلیون اعلام شده‌است. این گروه سپس با بیان اینکه وزارت کشور پس از این ۵۸ میلیون تعرفه چاپ کرد، وزارت کشور را به فراهم کردن زمینه برای انجام تقلب متهم کردند. در این نامه که توسط رسانه‌های داخلی در هفته پیش از انتخابات منتشر شد از صدور فتوای شرعی تقلب توسط مصباح یزدی و تهیه دو مهر برای هر شعبه اخذ رأی نیز سخن به میان آمده‌است. روزنامه نیویورک تایمز صحبت از یکی از کارمندان وزارت کشور می‌کند که به گفته این روزنامه به آن‌ها گفته که دولت هفته‌ها برای تقلب برنامه‌ریزی کرده بود، هر کسی که به وفاداری‌اش مشکوک بوده را پاکسازی کرده بود. این روزنامه می‌نویسد که آن کارمند وزارت کشور (که کارت خود را به خبرنگار این روزنامه نشان داده ولی خواسته که نام او فاش نشود) ادعا کرده که در وزارت کشور حتی به آرای واقعی نگاه هم نمی‌کردند، بلکه صرفاً یک عدد برای مجموع آرا می‌نوشتند. روزنامه نیویورکر می‌گوید که گزارش‌هایی مبنی بر انتشار نامه‌ای سرگشاده منسوب به گروهی از کارکنان وزارت کشور در مورد تخلف انتخاباتی وجود دارد. همچنین دو نتیجه آماری دیگر هم از نتیجه انتخابات در میان شهروندان تهران در حال چرخش است که - به‌نظر روزنامه گاردین - صحت آن‌ها قابل تعیین نیست. یکی از این آمار به موسوی ۲۱٫۳ میلیون رأی (۵۷٫۲ درصد) و به احمدی‌نژاد ۱۰٫۵ میلیون رأی (۲۸٪)، به محسن رضایی ۲٫۷ میلیون رأی (۷٫۲٪) و به کروبی ۲٫۲ میلیون رأی (۶٪) رأی و ۶۰۰ هزار رأی باطله نسبت می‌دهد.

### میزان آرا

#### منفی بودن تعداد آرای باطله در برخی صندوقها
مطابق آمار تفکیکی صندوقها در استان‌ها و شهرستان‌ها ارائه شده توسط سایت رسمی وزارت کشور، صندوقهایی وجود داشته‌اند که تعداد آراء باطله در آن‌ها رقمی منفی بوده‌است (بعنوان نمونه صندوق شماره ۲۱، بخش مرکزی شهرستان پلدختر در استان لرستان). به این معنی که تعداد کل آرای صحیح بیشتر از تعداد آراء مأخوذه، و در نتیجه تعداد آرای باطله منفی است. شمارش تعداد آرای باطله منفی -کمتر از صفر- از لحاظ خطای انسانی امری ناممکن است (اعداد منفی در دنیای غیر ریاضی وجود خارجی ندارند). در هیچ‌کدام از توجیهاتی که برای رد ادعای تقلب در انتخابات ریاست جمهوری ایران (۱۳۸۸) منتشر شده به این امر هیچ اشاره‌ای نشده‌است.

#### تحریف و ارائه آمار متناقض
تغییر نتیجه انتخابات در زادگاه کاندیداهای دیگر
خبرگزاری رسمی جمهوری اسلامی فردای روز انتخابات با ذکر دقیق آراء اعلام کرد که احمدی‌نژاد در زادگاه سه کاندیدای رقیب هم برنده شده‌است. صادق محصولی وزیر کشور در اولین کنفرانس خبری پس از اعلام نتایج نهایی انتخابات با بیان اینکه «دلیلی ندارد که نامزدها در زادگاهشان بیشتر از دیگر نامزدها رأی بیاورند» این خبر را تأیید کرد و کامران دانشجو هم در توضیح این مسئله گفت که آن‌ها فقط آرای موجود در صندوق‌ها را می‌شمارند و نمی‌دانند که چرا نامزدهای انتخاباتی چنین آرایی به دست آورده‌اند. با این حال ادعای شکست سخت رقبای احمدی‌نژاد در شهرهای زادگاه خود برای ناظران انتخاباتی قابل باور نبود و به عنوان یکی از دلایل مهم تقلب مورد استناد قرار می‌گرفت، چراکه در تمامی دوره‌های انتخاباتی گذشته در ایران، نامزدها در شهر محل تولد خود (در مواردی در استان محل تولدشان) بیشترین رأی را کسب می‌کردند. در چنین شرایطی بود که ۱۰ روز بعد وزارت کشور نتایج کاملاً متفاوتی را از نتیجه انتخابات در این شهرستان‌ها ارائه کرد که در آن موسوی و رضایی در زادگاه خود پیروز شده و کروبی نیز دوم شده بود.
آرای اعلام‌شدهٔ وزارت کشور
| نام نامزد          | شهر محل تولد | آرای نامزدها                                                                                |
| ------------------ | ------------ | ------------------------------------------------------------------------------------------- |
| محمود احمدی‌نژاد    | آرادان       | از مجموع ۱۰۹۴۰ رای، ۹۳۸۴ رأی به احمدی‌نژاد و ۱۵۵۶ رأی به سایر نامزدها                        |
| محسن رضایی میرقائد | لالی         | از مجموع ۱۲۹۵۷ رای، ۸۱۱۸ رأی به رضایی، ۳۴۶۲ رأی به احمدی‌نژاد و ۱۳۷۷ رأی به دو نامزد دیگر    |
| مهدی کروبی         | الیگودرز     | از مجموع ۶۵۸۹۸ رای، ۳۹۶۹۰ رأی به احمدی‌نژاد، ۱۴۵۱۲ رأی به کروبی و ۱۱۶۹۶ رأی به دو نامزد دیگر |
| میرحسین موسوی      | شبستر        | از مجموع ۷۶۷۹۸ رای، ۳۹۱۸۲ رأی به موسوی، ۳۷۰۹۹ رأی به احمدی‌نژاد و ۵۱۷ رأی به دو نامزد دیگر   |

آرای اعلام‌شدهٔ خبرگزاری جمهوری اسلامی
| نام نامزد          | شهر محل تولد | آرای نامزدها                                                                    |
| ------------------ | ------------ | ------------------------------------------------------------------------------- |
| محمود احمدی‌نژاد    | آرادان       | از ۱۰ هزار رأی ۹ هزار رأی به محمود احمدی‌نژاد                                    |
| محسن رضایی میرقائد | لالی         | از مجموع ۹۰۰ رأی، ۸۳۰ رأی به محمود احمدی‌نژاد و ۷۰ رأی به سایر نامزدها           |
| مهدی کروبی         | الیگودرز     | ۳۹۶۹۰ رأی به محمود احمدی‌نژاد، ۱۴۵۱۲ رأی به مهدی کروبی                           |
| میرحسین موسوی      | شبستر        | از مجموع ۷ هزار رای، ۵ هزار رأی به محمود احمدی‌نژاد، ۲ هزار رأی به میرحسین موسوی |

کاهش آرای محسن رضایی
یکی از مسائل خبرساز در مورد متناقض بودن آراء به کاهش آرای محسن رضایی پس از افزایش آرای شمرده شده مربوط می‌شد.
وزارت کشور در نهمین نوبت اعلام نتایج انتخابات اعلام کرد که محسن رضایی پس از شمارش ۱۹ میلیون و ۷۰۰ هزار برگه رأی، حدود ۶۳۰ هزار رأی داشته‌است. اما در دهمین نوبت اعلام نتایج انتخابات، پس از شمارش ۲ میلیون رأی دیگر، آرای رضایی نه تنها افزایش نیافت، بلکه با ۴۵ هزار رأی کاهش به حدود ۵۸۰ هزار از مجموع ۲۱ میلیون و ۷۰۰ هزار رأی رسید. طرفداران رضایی و مدافعان تقلب این کاهش را نشانهٔ «عددسازی» در مورد نتایج انتخابات می‌دانستند. اما مدافعان صحت انتخابات این تناقضات را اشتباهاتی سهوی قلمداد می‌کردند که نمی‌تواند سلامت کل انتخابات را زیر سؤال برد.

#### تحلیل قومیتی
جووان کول، استاد تاریخ در دانشگاه میشیگان می‌نویسد که آذری‌ها در گذشته نشان داده‌اند که حتی به کاندیدهای آذری ریاست جمهوری با سرشناسی کم نیز به صورت غیر متناسبی رأی داده‌اند. برای مثال محسن مهرعلیزاده نفر هفتم (آخر) انتخابات ریاست جمهوری نهم در هر سه استان آذربایجان شرقی، آذربایجان غربی و اردبیل نفر اول انتخابات شد.
اما جیمز پتراس در مقاله‌ای با عنوان «فریبی به نام رأی‌های دزدیده شده» با رد تأکید برخی مطبوعات همچون نیویورک تایمز بر آرای قومیتی در انتخابات ایران می‌نویسد تعدادی از روزنامه‌نگاران به عنوان دلیلی برای وقوع تقلب در انتخابات به آرای ۶۳ درصدی احمدی‌نژاد در میان آذری‌زبانان اشاره می‌کند. فرض ساده‌انگارانه این تحلیل این است که هویت قومی یا تعلق به یک گروه زبانی بدون توجه به سایر تعلقات اجتماعی و طبقاتی تنها تفسیر برای رفتار رأی‌دهندگان است. به‌گفته وی نگاهی دقیق‌تر به ترکیب رأی‌دهندگان در آذربایجان شرقی نشان می‌دهد که موسوی تنها در شهر شبستر در میان طبقه متوسط و بالا (و با فاصله اندک) برنده شده‌است، در حالی‌که در مناطق بزرگ‌تر روستایی شکست سختی خورده‌است، جایی‌که سیاست‌های بازتوزیعی دولت احمدی‌نژاد به آذری‌ها کمک کرده‌است بدهی‌های خود را بپردازند و کشاورزان وام‌ها و اعتبارات ارزان‌قیمت و آسان دریافت کنند. در استان پرجمعیت تهران هم موسوی در مراکز شهری تهران و شمیرانات احمدی‌نژاد را با تکیه بر آرای نواحی متوسط و بالا شکست داده‌است، در حالی‌که در مناطق حاشیه‌ای کارگر نشین، شهرهای کوچک و مناطق روستایی شکست بدی خورده‌است.

#### مقایسه با انتخابات ریاست‌جمهوری پیشین
مؤسسه چتم هاوس لندن اختلاف رأی زیاد احمدی‌نژاد و موسوی را غیرمحتمل می‌بیند و بر اساس داده‌های موجود نتیجه نزدیکتری را محتمل می‌داند: طبق آمار رسمی اعلام شده احمدی‌نژاد در انتخابات اخیر ۱۳ میلیون رأی بیشتر از کل آرای نامزدهای محافظه‌کار در انتخابات دوره پیش به دست آورده‌است. اگر فرض کنیم که او توانسته تمامی ۱۱٫۵ میلیون رأی محافظه‌کاران در سال ۱۳۸۴ را به خود اختصاص دهد، ۱۳ میلیون باقی تنها می‌تواند از افراد گروه زیر آمده باشد:
(۱) حدود ۱۰٫۶ میلیون از کسانی که در سال ۱۳۸۴ رأی ندادند اما در این انتخابات شرکت کردند.
(۲) ۶٫۲ میلیون نفری که در انتخابات دور پیش به رفسنجانی رأی دادند.
(۳) ۱۰٫۴ میلیون نفری که در دور پیشین انتخابات به نامزدهای اصلاح طلب رأی دادند.
اما اگر آمار رسمی اعلام‌شده درست باشد، احمدی‌نژاد باید در ده استان تمام رأی دهندگان محافظه‌کار را به خود جذب کرده، تمام رأی‌دهندگان جدید را از آن خود کرده، آرای هاشمی رفسنجانی را به خود اختصاص می‌داد و حتی درصدی (تا حداکثر ۴۴ درصد در استان لرستان) از آرا رأی‌دهندگان به اصلاح‌طلبان در دوره پیش را نیز (علی‌رغم نزدیک یک دهه تنش بین دو گروه اصلاح طلب و محافظه‌کار) جذب می‌کرد:
| استان               | آرای احمدی‌نژاد (۱۳۸۸) | آرای احمدی‌نژاد (۱۳۸۴) | آرای بقیه نامزدهای محافظه‌کار (۱۳۸۴) | افرادی که رأی ندادند (۱۳۸۴) | آرای رفسنجانی (۱۳۸۴) | آرای اصلاح‌طلبان (۱۳۸۴) | درصد آرای جذب شده از اصلاح‌طلبان |
| ------------------- | --------------------- | --------------------- | ----------------------------------- | --------------------------- | -------------------- | ---------------------- | ------------------------------- |
| ایلام               | ۱۹۹٬۶۵۴               | ۳۲٬۳۸۳                | ۴۷٬۸۶۵                              | ۲۰٬۱۶۵                      | ۴۰٬۵۸۰               | ۱۶۸٬۱۷۹                | ۳۴٫۸۸٪                          |
| خراسان شمالی        | ۳۴۱٬۱۰۴               | ۲۲٬۹۵۴                | ۱۱۶٬۹۹۱                             | ۱۱۵٬۴۸۷                     | ۷۰٬۴۰۷               | ۱۳۵٬۰۹۰                | ۱۱٫۳۰٪                          |
| زنجان               | ۴۴۴٬۴۸۰               | ۹۳٬۳۰۹                | ۹۴٬۲۳۴                              | ۱۳۲٬۲۳۷                     | ۱۱۰٬۶۹۸              | ۱۵۰٬۰۶۲                | ۹٫۳۳٪                           |
| سیستان و بلوچستان   | ۴۵۰٬۲۶۹               | ۴۷٬۷۴۳                | ۹۳٬۵۵۹                              | ۱۱۷٬۴۳۲                     | ۱۵۵٬۱۴۷              | ۵۶۳٬۴۵۴                | ۶٫۴۶٪                           |
| فارس                | ۱٬۷۵۸٬۰۲۶             | ۲۴۲٬۵۳۵               | ۳۳۴٬۹۲۵                             | ۷۳۸٬۲۰۹                     | ۴۰۳٬۰۷۴              | ۷۸۶٬۱۹۵                | ۵٫۰۰٪                           |
| کهگیلویه و بویراحمد | ۲۵۳٬۹۶۲               | ۳۴٬۳۹۶                | ۷۲٬۵۶۵                              | ۵۳٬۶۱۵                      | ۵۶٬۱۵۴               | ۱۴۸٬۹۸۵                | ۲۴٫۹۹٪                          |
| گلستان              | ۵۱۵٬۲۱۱               | ۵۶٬۷۷۶                | ۱۲۹٬۸۵۶                             | ۱۵۶٬۲۵۶                     | ۱۵۵٬۴۹۸              | ۳۵۸٬۷۱۵                | ۴٫۶۹٪                           |
| لرستان              | ۶۷۷٬۸۲۹               | ۶۹٬۷۱۰                | ۱۰۱٬۳۹۴                             | ۱۶۲٬۸۴۸                     | ۱۲۱٬۱۳۰              | ۵۰۰٬۸۵۹                | ۴۴٫۴۷٪                          |
| هرمزگان             | ۴۸۲٬۹۹۰               | ۸۱٬۰۵۴                | ۱۰۳٬۴۸۷                             | ۱۳۶٬۴۵۹                     | ۷۵٬۶۰۱               | ۳۴۰٬۷۴۰                | ۲۵٫۳۵٪                          |
| همدان               | ۷۶۵٬۷۲۳               | ۱۹۵٬۰۳۰               | ۹۶٬۹۸۸                              | ۲۱۸٬۴۰۰                     | ۱۷۵٬۹۹۷              | ۳۲۲٬۹۳۸                | ۲۴٫۵۶٪                          |

اما از طرف دیگر «در برخی از استان‌ها، مهدی کروبی، روحانی اصلاح‌طلب در سال ۱۳۸۴ رأی بالایی به دست آورد ولی نتایج انتخابات کنونی حاکی از آن است که حامیان دور پیشین او این بار به او یا آن‌گونه که انتظار می‌رفت به میرحسین موسوی رأی نداده‌اند و به احمدی‌نژاد متمایل شده‌اند. برای بسیاری از اصلاح‌طلبان این وضعیت غیرمحتمل است. مهدی کروبی یک اصلاح‌طلب شناخته‌شده و معروف است و دیدگاه‌هایی برخلاف احمدی‌نژاد در مسائل سیاسی، فرهنگی، آزادی‌ها، مدیریت اقتصادی و سیاست خارجی دارد.»

#### نسبت آرای باطله به کل آرا
والتر میبین، استاد آمار و علوم سیاسی دانشگاه میشیگان، در بررسی آماری خود از انتخابات، به بررسی همبستگی میان نسبت آرای باطله با آرای نامزدها می‌پردازد. او به این نتیجه می‌رسد که در صندوق‌هایی که آرای احمدی‌نژاد بسیار بالاست، نسبت تعداد آرای باطله کمتر از صندوق‌هایی است که آرای احمدی‌نژاد کمتر است. به گفتهٔ او «ساده‌ترین تعبیر این است که در بسیاری از صندوق‌ها آرای کروبی و رضایی دور ریخته شدند در حالی که در بسیاری از صندوق‌ها نیز آرای اضافه‌ای برای احمدی‌نژاد به صندوق ریخته شد [بدون این که به همان نسبت آرای باطله نیز ریخته شود].» در نتیجه، «تغییر قابل‌ملاحظه‌ای که در آرای نامزدها در حضور این نسبت نادرست [بین آرای باطله و آرای صحیح] وجود دارد، می‌تواند کمک کند تا بفهمیم چه مقدار رأی با این روش جابه‌جا شده‌است.»

#### دلایل دیگر
- محسن رضایی چند روز پس از انتخابات در نامه‌ای به شورای نگهبان اعلام کرد که ۹۰۰ هزار ایرانی از طریق وبگاه اینترنتی او (با استناد به کد ملی) تأیید کرده‌اند که به او رأی داده‌اند و او می‌تواند نام و کد ملی آنان را در اختیار شورای نگهبان قرار دهد.[۷۸] وی همچنین مدعی بود که مطالعات ستادهای او و کارشناسان نشان می‌دهد که او در بدبینانه‌ترین حالت، بین ۳٫۵ تا ۷ میلیون رأی داشته، هرچند که برخی از کارشناسان تا ۹ میلیون رأی نیز برآورد کرده‌اند. رضایی مبنا چنین محاسبه‌ای را چهار مورد روبرو بیان کرده‌است: ۱ - گزارش ناظرین او از محل شعب اخذ رأی ۲ - تجمیع آراء بیش از ۱۰۰۰ صندوق (به‌طور تصادفی) ۳ - نظرسنجی‌های رسمی و مستقل کشور (منتهی به روز انتخابات) ۴ - اظهارات مردم به او و مسئولان ستادها.[۷۹]
- جمعی از اعضای هیئت علمی دانشگاه‌های تهران در نامه‌ای خطاب به موسوی چنین استدلال کرده‌اند: «افزایش قریب ۱۰ میلیون نفری به جامعه رأی‌دهندگان دوره‌های گذشته نشان از نارضایتی عمومی از وضع موجود اداره کشور و عزم قاطبه مردم برای ایجاد تغییر در این روند با روش آرام و از طریق مجاری قانونی دارد.» این استادان اعلام این‌که «قریب ۶۵ درصد از رأی‌دهندگان یعنی ۲۴ میلیون نفر» از رئیس‌جمهور فعلی حمایت کرده‌اند، را غیرواقعی می‌دانند[۸۰] همچنین به‌گفته جووان کول، استاد دانشگاه میشیگان، بر اساس آمار اعلام‌شده احمدی‌نژاد رأی ۵۰٪ مردم تهران را به‌دست آورده‌است، اما انتظار می‌رفت که تعداد طرفداران احمدی‌نژاد در تهران به دلیل افزایش تورم و بی‌کاری در مقایسه با انتخابات چهار سال قبل کاهش پیدا کرده باشد، و به‌علاوه بسیاری دلیل عمده پیروزی چهار سال قبل ایشان را ناامیدی طرفداران اصلاحات در نظر می‌گیرند.[۷۲] فریده فرحی، استاد دانشگاه هاوایی در مانوا این‌گونه استدلال می‌کند که در این انتخابات حدود ۱۱ میلیون نفر از کسانی که انتخابات دوره پیش را تحریم کرده بودند، رأی داده‌اند، نتایج اعلام‌شده نشان می‌داد که احمدی‌نژاد ۸ میلیون از رأی این افراد را کسب کرده‌است؛ در حالی که اگر تاریخ انتخابات در ایران را بررسی کنید چنین چیزی غیرممکن است زیرا معمولاً این رأی‌دهندگان ضد وضعیت موجود و برای «تغییر» رأی می‌دهند.[۳۶] مؤسسه چتم هاوس نیز این‌گونه استدلال می‌کند که اگر مشارکت بالای مردم دلیل پیروزی و رأی بالای احمدی‌نژاد بود، این‌گونه انتظار داشتیم که در استان‌هایی که بیشترین افزایش در میزان آرا را مشاهده می‌کنیم، بیشترین چرخش به سمت احمدی‌نژاد را نیز مشاهده کنیم. در حالی‌که اطلاعات آماری این را نشان نمی‌دهند.[۱۳]
- به‌گفته رامین جهانبگلو پایگاه سیاسی احمدی‌نژاد در مناطق روستایی، مردم طبقه متوسط به پایین و افراد سنتی و مذهبی غیرساکن در شهرهای بزرگ هستند؛ بنابراین هرچه میزان مشارکت کلی مردم کمتر باشد، احتمال انتخاب او بیشتر می‌شد. اما از طرف دیگر مشارکت اعلام‌شده ۸۵ درصدی قبول صحت انتخابات را مشکل می‌کند.[۸۱]
- نتایج شمارش آرا تا سی میلیون فاقد آراء باطله بود. در بیانیه سازمان مجاهدین انقلاب اسلامی ایران آمده‌است: «آنان در مهندسی آراء چنان عجولانه و شتابزده عمل کردند که تا اعلام نتایج شمارش سی میلیون رأی به صرافت نیفتادند که این انتخابات باید آراء باطله و سفید نیز داشته باشد.»[۸۲]
- میزان رأی‌های داده شده به احمدی‌نژاد در سراسر ایران همگونی بالایی دارد، در حالی که در گذشته میزان آرای قومیت‌ها و استان‌های مختلف ناهمگونی بسیار بیشتری داشته‌است.[۷۲]
- برخی کارشناسان معتقدند که مبارزهٔ انتخاباتی موسوی در میان جوانان محبوب بوده و آن‌ها را به حرکت درآورد. از آنجایی که قشر جوان زیر ۳۰ سال حدود یک سوم کل رأی‌دهندگان را تشکیل می‌داد، انتظار نمی‌رفت که احمدی‌نژاد با اختلاف رأی بسیار بالایی نسبت به موسوی به پیروزی رسیده باشد.[۹]

#### استدلال‌های آماری

##### روش آماری-روانشناسی
برند ببر و الکساندر ساکو دانشجویان مقطع دکترا در رشته علوم سیاسی دانشگاه کلمبیا، با اعمال روشی آماری-روانشناسی که برای بررسی تقلب تدوین کرده‌است به این نتیجه رسیده‌است که با احتمال بیش از ۹۹٫۵ درصد، مجموع آرای نامزدها در استان‌ها ساختگی هستند. این روش شامل دو تست است؛ در تست اول میزان رأی هرکدام از نامزدها را در هر استان جمع کرده و به رقم یکان آن نگاه می‌کنیم. به عنوان مثال اگر کروبی در استان اصفهان ۱۴۵۷۹ رأی به دست آورده ما روی رقم آخر (یکان) یعنی ۹ تمرکز می‌کنیم. رقم یکان اهمیتی در نتایج کل ندارد و اطلاعاتی در مورد اینکه چه کسی برده نمی‌دهد. رقم‌های یکان اعدادی تصادفی هستند بین ۰ تا ۹ که هر چیزی می‌توانند باشند و انتظار می‌رود به‌طور متوسط میزان ۰ها، ۱ها، ۲ها،... ، ۹ها مساوی باشد. اما اگر در یک انتخابات شمار آرا استانی، بسیار بیش از حد متوسط آن، به عدد ۷ ختم شود شک زیادی را در مورد تقلب برمی‌انگیزد. از طرف دیگر مطالعات روانشناسی نشان داده‌است که انسان‌ها در جعل ارقام ناشیانه رفتار می‌کنند: هرگاه از کسی بخواهیم که ارقامی را به‌طور نامنظم خلق کند همیشه از برخی اعداد بیشتر از اعداد دیگر استفاده خواهد کرد. ایران شامل ۲۹ استان است. در تست اول در هر استان رقم یکان تعداد رأی‌ها هر نامزد را جدا می‌کنیم. این به ما ۲۹*۴ یا ۱۱۶ رقم می‌دهد. اگر به این ۱۱۶ رقم نگاه کنیم، می‌بینیم که میزان تکرار رقم ۷ برابر ۱۷٪، و میزان تکرار رقم ۵ برابر ۴٪ است. احتمال وقوع چنین چیزی خیلی کم است. احتمال اینکه رقمی که بیشتر از همه ظاهر می‌شود تکرری بیش از ۱۷٪ و رقمی که کمتر ظاهر می‌شود تکرری کمتر از ۴٪ داشته باشد با احتمال ۹۶٪ اتفاق نمی‌افتد.
انتقادات اصلی و پاسخ نویسندگان
- نقد: چرا از chi-square test برای محاسبه احتمالات استفاده نشده‌است؟ پاسخ: روش محاسبه دیگر برای مخاطب عام نوشته شده بود ولی هر دو روش به جواب مشابهی منجر می‌شوند. روش chi-square test به p-valueای معادل ۰/۰۷۷ منجر می‌شود که معتبرترین ژورنال‌ها و کتب علوم سیاسی آن را برجسته محسوب می‌کنند.[۸۴][۸۶]
- نقد: چرا به رقم یکان فقط نگاه می‌کنید، و نه رقم دهگان؟ آیا بخاطر این است که رقم یکان به مشکل برمی‌خورد؟ پاسخ: اگر چه در حالت کلی درست است که نباید پس از مشاهده داده‌ها به‌دنبال تعریف تستی آماری برای نشان دادن غیر محتمل بودن داده‌ها بگردیم، ولی در اینجا از روشی استفاده شده که در مقاله‌ای که قبل از انتخابات ایران منتشر و تعریف شده‌است، و تحلیل‌هایی نویسندگان در آن مقالات انجام دادند توجیهی برای استفاده از رقم دهگان فراهم نمی‌کند.[۸۴][۸۶]
- نقد: چرا به آرای باطله نگاه نشده‌است؟ پاسخ: چون به نظر نویسندگان انگیزه‌ای برای جعل دستی آرای باطله وجود ندارد و امکان اینکه آرای باطله مستقیماً گزارش شوند هست؛ بنابراین هنگام تعبیه روش آرای باطله از مجموعه داده‌ها کنار گذاشته می‌شوند.[۸۴]

##### مطالعات بر پایه قانون بنفورد

توزیع بنفورد. هر ستون نمایانگر یک عدد است. ارتفاع هر ستون نشان‌دهندهٔ درصد احتمال ظاهرشدن آن عدد در رقم اول عددهای اندازه‌گیری‌شده‌است. مثلاً در این نمودار ارتفاع ستون ۴ حدود ۱۰ است، یعنی در ۱۰ درصد موارد، رقم اول عددها ۴ است.

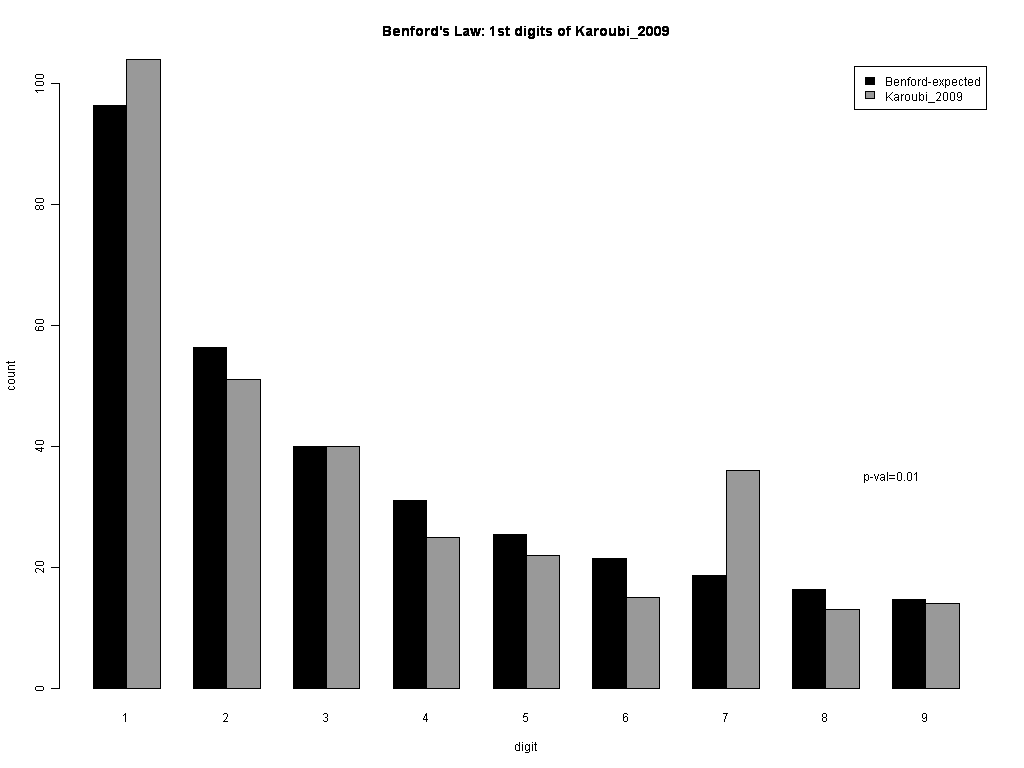
تحلیل رقم اول آرای کروبی با استفاده از قانون بنفورد.

قانون بنفورد قضیه‌ای در علم آمار است که توزیع خاصی را برای رقم اول در فهرست اعدادی که در بسیاری از پدیده‌های زندگی واقعی رخ داده و دارای «توزیع گسترده» هستند، پیش‌بینی می‌کند. بین آماردانان و دانشمندان علوم سیاسی در مورد اعمال‌پذیری قانون بنفورد به داده‌های انتخاباتی اختلاف نظر وجود دارد. برخی مانند والتر میبین، استاد آمار و علوم سیاسی دانشگاه میشیگان معتقدند که رقم دوم داده‌ها از توزیع بنفورد پیروی می‌کند، در حالی که گزارش مرکز کارتر این دیدگاه را رد می‌کند.
والتر میبین، استاد آمار و علوم سیاسی دانشگاه میشیگان، در آخرین تحلیلی آماری اش (در ۲۹ ژوئن) با استفاده از آخرین اطلاعات اعلام شده داشته، به این نتیجه رسیده که «شواهد خیلی قوی برای تقلب گسترده» در انتخابات وجود دارد.
همچنین بودوین اف. روکما، دانشمند فیزیک نجومی، بر اساس قانون بنفورد به این نتیجه‌گیری رسیده که با احتمال ۹۹٫۳ درصد در انتخابات ایران تقلب شده‌است. وی آرای کروبی را در انتخابات فعلی و گذشته بر اساس این قانون بررسی کرده‌است.
در این میان کارشناسان ایرانی هم به این موضوع پرداخته‌اند. چندین مقاله در اینباره منتشر شده‌است: مقالهٔ آقای رسول رستگاری در سامانهٔ خبری انتخاب، مقالهٔ آقای سیدمهدی سیدنصرالله در وبگاه الف، مقالهٔ آقای امید نقشینه ارجمند (دکترای ریاضی شریف) که به‌طور کلی به نقد دلایل آماری تقلب می‌پردازد
، و نیز مقالهٔ سه تن از استادیاران فیزیک دانشگاه‌های شهیدبهشتی و قم.
آقای رسول رستگاری به این نتیجه رسیده‌است که نتایج تمام نامزدها با قانون بنفورد هم‌خوانی ندارد.
در نقطه مقابل سیدمهدی سیدنصرالله، پژوهشگر و کارشناس ارشد  دانشگاه شریف در سایت الف با سه آزمون آماری صحت داده‌ها را تأیید می‌کند.
مقالهٔ دیگری را نیز سیدمحمدصادق موحد (استادیار دانشگاه شهید بهشتی)، سیدمهدی فاضلی (استادیار دانشگاه قم) و سیدحامد سیدعلایی (استادیار دانشگاه شهید بهشتی)، هرسه دانش‌آموختهٔ فیزیک از دانشگاه صنعتی شریف نوشته‌اند.
آن‌ها در این مقاله نتیجه گرفته‌اند که براساس آزمون رقم اول، «مدل تئوری با احتمال ۵٫۸۴ درصد و ۰٫۰۴ درصد به ترتیب با نتایج آقایان احمدی‌نژاد و کروبی همخوانی دارد.» همچنین بر اساس آزمون رقم دوم، «نتایج آقای موسوی با احتمال ۱۲٫۰۷ درصد با با مدل سازگاری دارد.» در بخش دیگری از مقاله، به بررسی مقاله‌های منتشرشدهٔ پیشین پرداخته‌اند. دربارهٔ مقالهٔ آقای رسول رستگاری، به این نتیجه رسیده‌اند که «ممکن است ایشان مرتکب خطای محاسباتی در محاسبهٔ {\displaystyle \chi ^{2}} شده باشند.» همچنین با بررسی اعداد مقالهٔ آقای سیدنصرالله به این نتیجه رسیده‌اند که ایشان کمیت نادرستی را (خطای نسبی) به عنوان «ملاکی برای هم‌خوانی نتایج با قانون بنفورد در نظر گرفته‌اند.» «ضمن اینکه ایشان همان کمیت خطای نسبی را هم به صورت توان دوم گزارش کرده‌اند که حتی در صورتی که این کمیت در اینجا موضوعیتی داشت باید از آن جذر می‌گرفتند زیرا در گزارش خطا بایستی خود انحراف معیار یا انحراف میانگین را گزارش کرد نه توان دوم آن؛ بنابراین چنین استدلالی اشتباه می‌باشد.» آن‌ها همچنین نتیجه گرفته‌اند که «از بین این چهار مقاله که به بررسی قانون بنفورد پرداخته‌اند، دو مقالهٔ Mebane و Roukema با دقت بیشتری نوشته شده‌اند.»

#### درصد مشارکت بیش از ۱۰۰ درصد
در بسیاری از حوزه‌های انتخابیه، میزان رأیی که در صندوق‌ها ریخته شده نسبت به واجدین شرایط بیشتر بوده‌است. طرفداران میرحسین موسوی این موضوع را نشانه تقلب در انتخابات می‌دانستند.
برای مثال میزان مشارکت در استان یزد بر اساس آمار وزارت کشور بیش از صد درصد بوده‌است. درحالی‌که رئیس ستاد انتخابات استان یزد، میزان مشارکت در این استان را پس از پایان شمارش حدود ۹۹ درصد اعلام کرده بود. این درحالی‌ست که در این استان بسیاری از افرادی که قصد رأی دادن داشتند به علت کمبود تعرفه و بسته‌شدن در حوزه‌های رأی‌گیری موفق به رأی دادن نشدند. شهر تفت در استان یزد با میزان مشارکت ۱۴۱ درصد بالاترین میزان رأی را در این میان داشته‌است. استان مازندران نیز دارای مشارکت بالای ۱۰۰٪ بود. استانداری مازندران آرای بالای ۱۰۰٪ این استان را به دلیل مسافرت مردم دانست و رأی واقعی مردم استان را ۹۷ درصد اعلام کرد. محسن رضایی هم اعلام کرد که در ۱۷۰ حوزه انتخابیه آرا بین ۹۵ تا ۱۴۰ درصد بوده‌است.

##### پاسخ شورای نگهبان و وزارت کشور
شورای نگهبان در بخشی از پاسخ خود به مأخذ آمار واجدین شرایط از جمله «آخرین سرشماری نفوس در سال ۱۳۸۵»، «آمار واجدین شرایط اعلامی در انتخابات دوره نهم ریاست جمهوری» و «شناسنامه‌های صادره در آن محل» اشاره کرده‌است، به این مفهوم که از آن‌جا که یکی از منابع آمار واجدین شرایط شناسنامه‌های صادره‌است، پس احتمال حضور افراد در شهرهای دیگر زیاد است. در متن گزارش شورای نگهبان در اینباره این‌گونه عنوان شده‌است که «براساس اظهار مأمورین سازمان ثبت احوال، مدارک آن سازمان در اعلام آمار افراد هر منطقه شناسنامه‌های صادره در آن محل می‌باشد. بدیهی است صدور شناسنامه ملازمه‌ای با حضور افراد در همان محل نداشته و افراد آزادند در هر محلی سکنی گزینند.»
همچنین شورای نگهبان «تغییرات به عمل آمده ظرف سنوات اخیر در تقسیمات کشوری که اغلب جابجایی جمعیت‌ها را به همراه دارد»، «سفرهای تفریحی و ایران‌گردی شهروندان در واپسین روزهای فصل بهار» را از جمله دلایل بروز نوسانات در کاهش و افزایش نصاب آراء در برخی حوزه‌های انتخابیه می‌دانست.
شورای نگهبان همچنین استدلال کرد که باید برای بررسی، حوزه انتخابیه ایران را در نظر گرفت و «مهم این است که کل آراء رأی‌دهندگان در سراسر کشور از آمار کل واجدین شرایط بیشتر نباشد. در این دوره از انتخابات نیز ۸۵ درصد از کل واجدین شرایط در انتخابات شرکت نمودند.»
شورای نگهبان از دلایل دیگر این میزان مشارکت به موضوع «امکان تفکیک در تقسیمات کشوری و عدم امکان تفکیک جمعیتی»، «آزاد بودن افراد به رأی دادن در هر حوزه انتخابیه» و عوامل جابه‌جایی جمعیت مثل «حضور در مناطق ییلاقی و خوش آب‌وهوا در پایان هفته»، «جمعیت دانشجویان غیر بومی»، «نیروهای غیر بومی نظامی»، «نوسان در جمعیت کارگری قطب‌های صنعتی» اشاره کرده‌است. شورای نگهبان همچنین به سابقه مشارکت ۸۰۰ درصدی شمیرانات در انتخابات ریاست جمهوری نهم اشاره و درصد مشارکت بالای صد درصد را دارای سابقه می‌داند.
کمیته صیانت از آراء موسوی در پاسخ به نظر شورای نگهبان اعلام کرد که بسیاری از مناطق با مشارکت بالای ۱۰۰٪ برخلاف نظر شورای نگهبان، از مناطق مهاجرفرست و محروم هستند و مهاجرپذیر و توریستی نیستند.
کامران دانشجو، رئیس ستاد انتخابات وزارت کشور هم آرای حوزه‌هایی که بیش از ۱۰۰٪ بوده‌اند را به دلیل وجود «رأی‌های شناور» (شهروندان مسافر) دانست.
روزنامه نیویورک تایمز در پاسخ به این نوع استدلال از قول کارشناسان اعلام کرده‌است که بسیاری از مراکزی که درصد مشارکت آنان بالای ۱۰۰٪ بوده‌است مناطق کوچک دورافتاده‌ای بوده که به ندرت مورد بازدید گردشگران یا تجار قرار می‌گیرد. در گزارش مؤسسه چتم هاوس نیز آمده که به‌دلیل بزرگ بودن استان‌ها، احتمال اینکه رأی‌دهندگان از مرز استان‌ها خارج شوند کم است؛ در استان یزد که مثلاً بیش از ۱۰۰٪ رأی داده‌اند، مرکز جمعیتی برجسته‌ای نزدیک به مرزهای استان وجود ندارد (همچنین نظر گزارش مؤسسه چتم هاوس در بخش پیشینه را ببینید).
عباسعلی کدخدایی سخنگوی شورای نگهبان هم اعلام کرد که در پنجاه شهر که آمار مشارکت بالای ۱۰۰٪ وجود داشته، مجموعاً ۳ میلیون رأی اخذ شده‌است و این مقدار تأثیری در نتیجه انتخابات نمی‌گذارد.
عباس عبدی در این مورد پاسخ داده که کسانی که سه میلیون رأی را جابه‌جا می‌کنند از پس سی میلیون رأی هم برمی‌آیند.

### رد ادعای حمایت از احمدی‌نژاد در مناطق روستایی
علی انصاری، استاد دانشگاه و ایران‌شناس، می‌گوید جمعیت عمده‌ای از روستانشینان ایران اکثر رأی‌دهندگان ایران در مناطق روستایی به قومیت‌های کرد، بلوچ، عرب، لر و آذری تعلق دارند که رأی این روستائیان همیشه به اصلاح‌طلبان و کاندیدای مخالف وضع موجود تعلق داشته‌است یا برطبق علایق قومی بوده‌است. به‌گفتهٔ انصاری اگر چه این نکات تأیید تقلب گسترده در انتخابات را پیشنهاد می‌کنند ولی دلایل غیرقابل خدشه‌ای برای وقوع تقلب گسترده نیستند. در گزارش مشترک مؤسسه چتم هاوس لندن و مؤسسه مطالعات ایران در دانشگاه سنت اندروز در اسکاتلند آمده که «در سال ۱۳۸۸، به مانند سال ۱۳۸۴ و سال ۱۳۷۶ کاندیداهای محافظه‌کار و به خصوص محمود احمدی‌نژاد آشکارا در مناطق روستایی فاقد محبوبیت بودند. این‌که نواحی روستایی همواره به محافظه‌کاران رای می‌دهند، یک توهم است. این ادعا که امسال هم احمدی‌نژاد بیشتر آرای مناطق روستایی را از آن خود کرد، برخلاف این داده‌ها است.»
بابک رحیمی، ایران‌شناس و استاد مطالعات اسلامی در دانشگاه کالیفرنیا، سن دییگو می‌گوید که دلیل متقنی برای ادعای حمایت از احمدی‌نژاد در مناطق روستایی وجود ندارد و به‌علاوه تحقیقات میدانی خود او در استان‌های بوشهر، خوزستان و لرستان دقیقاً نتیجه برعکسی را نشان می‌دهند. به عنوان مثال او تنش‌های شدیدی بین مسئولان استانی (خصوصاً امامان جمعه) و مسئولان دولتی احمدی‌نژاد در تهران مشاهده کرده‌است. مثلاً امام جمعه عسلویه در بوشهر هنگام بازدید احمدی‌نژاد از ملاقات او سر باز زد که مورد تشویق بسیاری از ساکنان محلی قرار گرفت. همچنین او می‌گوید که هنگام مسافرت به استان‌های مختلف به مصاحبه‌های غیررسمی با اهالی روستانشین پرداخته که بیان‌گر این بوده که میزان حمایت آن‌ها از احمدی‌نژاد بسیار پایینتر از آنچه تصورش را می‌کرده، می‌باشد و شدیدترین انتقادات از احمدی‌نژاد را در همین روستاها شنیده‌است. اگرچه سیاست‌های احمدی‌نژاد برای گروه زیادی از قشر کارگر جذابیت داشته ولی بسیاری از افراد این قشر به‌شدت از نظام ناراضی هستند. بابک رحیمی همچنین با بیان اینکه در یکی از تجمعات طرفداران موسوی به چند نفر از اهالی جنوب تهران برخورد کرده که موسوی را طرفدار مستضعفین قلمداد می‌کردند می‌گوید که اگر چه تعمیم دادن این دیدگاه به جمعیت زیادی از ایرانیان بدون برگزاری یک همه‌پرسی علمی کار درستی نیست ولی چیزی در این مشاهده وجود دارد که استدلال‌های مبنی بر حمایت گسترده قشر کارگر از احمدی‌نژاد را کند می‌کند.
اریک هوگلاند، استاد علوم سیاسی بیتس کالج که به مدت سی سال به مطالعات تحقیقاتی روستاهای ایران مشغول بوده، ادعای حمایت گسترده از احمدی‌نژاد در انتخابات دوره دهم در مناطق روستایی (که ۳۵ درصد جمعیت ایران را تشکیل می‌دهد) را متناقض با تجربه سی ساله‌اش می‌داند. هوگلاند می‌گوید که مثلاً روستای باغ ایمان که متشکل از ۸۵۰ خانوار در رشته‌کوه زاگرس و نزدیک شیراز است را در نظر بگیرید. دوستان قدیمی او که در آن روستا زندگی می‌کنند به او گفته‌اند که حداقل دو سوم افراد بالای ۱۸ سال روستا معتقدند که احمدی‌نژاد رأی آن‌ها را دزدیده‌است و برخی از اهالی روستا با ماشین به شیراز رفته بودند تا در تظاهرات طرفداران موسوی شرکت کنند. هوگلاند می‌گوید که رئیس‌جمهور در آن روستا و اکثر روستاهای اطراف شیراز به دلیل انجام ندادن وعده‌های دوره اول نامزدی‌اش در سال ۱۳۸۴ داده بود غیر محبوب است. همچنین هوگلند می‌گوید که بر اساس اطلاعاتی که از آن روستا دریافت کرده، در سال‌های قبل شمارش آرا توسط کمیته‌ای متشکل از افرادی با دیدگاه‌های سیاسی مختلف در خود روستا انجام می‌شد، اما در این انتخابات مسئولان وزارت کشور از شیراز آمدند و قبل از پایان زمان رأی‌گیری (در ساعت ۹ شب)، صندوق‌های رأی را مهر کرده و به همراه خودشان بردند. به‌گفتهٔ هوگلاند این تغییر ناگهانی نحوه شمارش آرا در این روستا و خیلی از روستاهای دیگر ناظران روستایی انتخابات را غافل‌گیر کرد.

### پیش‌بینی نسبتاً دقیق برخی حامیان احمدی‌نژاد
- دفتر هاشمی رفسنجانی در اطلاعیه‌ای در ۱۹ خرداد ۱۳۸۹ با اشاره به چندین مورد تقلب و تلاش برای تقلب در دوره‌های گذشته انتخابات در جمهوری اسلامی خطاب به حامیان محمود احمدی‌نژاد می‌گوید: «آیا غیر از این است که اعتراف می‌کنید از همان سال به دنبال شکل‌دهی نطفه حرام تقلب انتخاباتی در رحم جامعه بودید؟!!.... چرا نمی‌گویید دور جدید اظهار نگرانی‌های آیت‌الله هاشمی رفسنجانی از عدم توجه به رأی مردم و سلامت انتخابات از زمانی شروع شده‌است که بعضی از شخصیت‌های مؤثر دست‌اندرکار انتخابات صراحتاً اعلام می‌کردند که رأی مردم در حکومت اسلامی تشریفاتی و زینتی است؟!... از یک طرف پیش‌بینی‌های اظهر من الشمس نارضایتی مردم از سوی رئیس عالی‌ترین مجمع مشورتی مقام معظم رهبری به ایشان را القای تقلب در انتخابات می‌دانید و از طرف دیگر جملهٔ معروف آن نماینده مجلس را که می‌گفت: «باشید تا رأی ۲۴ میلیونی آقای احمدی‌نژاد را در فردای انتخابات ببینید» حاصل درایت و دوراندیشی می‌دانید؟!!»[۱۱۲] این پیش‌بینی را روح‌الله حسینیان چند روز پیش از انتخابات بیان کرده بود. در این اطلاعیه هر جا که به محمود احمدی‌نژاد اشاره شده، به جای ذکر نام یا مقامش، از اصطلاح «آن نامزد» یا «یک نامزد» استفاده شده که به‌نظر می‌رسد اشاره‌ای غیرمستقیم و رندانه به دروغین بودن نتیجه اعلام‌شده در انتخابات دارد.[۱۱۳]
- در ساعت ۱۸:۳۶ روز ۲۲ خرداد ۱۳۸۸ و در حالی که فرایند اخذ آرا در تمامی شعب کشور ادامه داشت خبرگزاری فارس متعلق به سپاه پاسداران خبر پیروزی احمدی‌نژاد با به‌دست آوردن ۶۰ درصد مجموع آرا را اعلام کرد.[۱۱۴]
- در ۱۹ خرداد سه نماینده مجلس حامی احمدی‌نژاد در گفتگوهای جداگانه با شبکه خبری ایران رأی بیش از ۲۲ میلیونی احمدی‌نژاد (میزان آرای خاتمی در سال ۸۰) را پیش‌بینی کردند. حمید رسایی رأی بیشتر از ۲۲ میلیون نفر به احمدی‌نژاد و شرکت حدود ۳۸ میلیون نفر از مردم را پیش‌بینی کرده بود.[۱۱۵] به گفته ابوالفضل فاتح، حمید رسایی چهار ماه پیش به او گفته بود: «آقای احمدی‌نژاد ۲۳ میلیون رأی خواهد آورد، رأی ۲۲ میلیونی آقای خاتمی وتو خواهد شد و موسوی نیز حدود ۱۰ میلیون رأی خواهد داشت.»[۱۱۶] فاطمه رهبر گفته بود: «بیش از ۳۵ میلیون از مردم در انتخابات شرکت خواهند کرد که حدود ۷۰ درصد آرا یعنی بیش از ۲۴ میلیون رأی آن متعلق به آقای احمدی‌نژاد خواهد بود.»[۱۱۷] و محمدرضا میرتاج‌الدینی بیش از ۲۲ میلیون رأی برای احمدی‌نژاد معادل بیش از ۶۰٪ آراء و شرکت بیش از ۷۵٪ مردم در انتخابات را اعلام کرده بود.[۱۱۸]
- ستاد انتخاباتی آقای احمدی‌نژاد طی بخشنامه‌ای در تاریخ ۲۰/۳/۸۸ اعلام کرد: «طبق اخبار واصله و معتبر و قطعی، پیروزی آقای احمدی‌نژاد صددرصد و حتمی است. منتظر طنین الله اکبر در سراسر ایران اسلامی بعد از شمارش آراء باشید». در گزارش تفصیلی کمیتهٔ صیانت از آرای میرحسین موسوی در این رابطه آمده‌است: «پرسش اینجاست که این قطعیت از کجا حاصل شده‌است؟ آیا خبر از وجود طرحی برای مهندسی آراء نمی‌دهد؟»[۵۷]

### ادعای تأخیر وزارت کشور در اعلام نتایج به تفکیک صندوق‌ها
- محسن رضایی عدم انتشار نتایج شمارش صندوق‌ها با گذشت پنج روز از انتخابات و با وجود تقاضاهای مکرر و نامه رسمی به رئیس‌جمهور را دلیلی برای ایجاد «شائبه عددسازی در صندوق‌ها برای تطبیق با نتایج کلی حوزه‌های انتخابیه» دانسته‌است. محسن رضایی این تعلل را بی‌سابقه و عجیب خوانده‌است.[۱۱۹] کامران دانشجو، رئیس ستاد انتخابات وزارت کشور ایران، معتقد است که قانون حق دسترسی به جزئیات رأی صندوق‌ها را به نامزدها نمی‌دهد و حتی اعلام آرای شمارش شده به تفکیک شهرستان‌ها برای اولین بار انجام می‌پذیرد.[۴۳] علی ریاض، رئیس دانشکده علوم سیاسی دانشگاه ایلینوی در اوربانا شامپاین، معتقد است که نکات سؤال‌برانگیز بسیاری پیرامون انتخابات دوره دهم وجود دارد: مثلاً چرا وزارت کشور نتیجه انتخابات را میلیون میلیون اعلام کرد و نه بر اساس ناحیه.[۱۲۰]
- این در حالی ست که به گزارش واحد مرکزی خبر پیش از این و در دوره‌های گذشته انتخابات ریاست جمهوری ارائه آمار به تفکیک صندوق به صندوق به نوعی محرمانه تلقی می‌شد و ماه‌ها پس از برگزاری انتخابات، نتایج آراء به تفکیک استان به استان و شهرستان به شهرستان در مجلدهای مخصوصی چاپ و فقط برای برخی از مسئولان ارسال می‌شد به گونه‌ای که بسیاری از پژوهشگران نیز امکان استفاده از این نتایج را نداشتند که البته آراء به تفکیک صندوق‌ها به هیچ عنوان منتشر نمی‌شد و این برای نخستین بار در ۳۰ سال برگزاری انتخابات است که آرای نامزدهای انتخابات ریاست جمهوری به تفکیک شعب اخذ رأی (صندوق‌ها) منتشر می‌شود.[۱۲۱]

### صندوق‌های حاوی آرای کل مضرب صد
از آنجا که احتمال وقوع آرای کل مضرب صد در هر صندوق یک درصد است و از سوی دیگر تعرفه‌ها به شکل بسته‌های صدتایی در اختیار صندوق‌ها قرار می‌گرفته‌است اگر درصد صندوق‌های با آرای کل مضرب صد، در هر بخش یا شهرستان بیش از یک درصد باشد شائبه ریختن تعرفه‌های باقی‌مانده در پایان اخذ رأی به نام نامزد خاص را می‌افزاید، مثلاً در بخش رومشگان از توابع کوهدشت لرستان در ۴۹ درصد از صندوق‌ها، آرای کل ریخته شده به داخل صندوق مضرب صد است. در شهرستان کوهدشت لرستان نسبت صندوق‌های مضرب صد به کل، ۲۹ درصد؛ در بخش بزمان ایرانشهر، ۲۹ درصد؛ در بخش نرماشیر بم ۲۹ درصد؛ در شهرستان سلسله لرستان، ۲۳ درصد؛ در شهرستان دلفان لرستان ۲۰ درصد؛ در شهرستان فلاورجان اصفهان، ۱۹ درصد؛ در بخش مارگون بویراحمد، ۱۸ درصد و در شهرستان عنبرآباد کرمان، ۱۴ درصد بوده‌است.

#### پاسخ‌های ارایه‌شده
تعداد کل صندوق‌های مضرب صد ۳٫۳٪ است (۳٫۷٪ رای‌ها) در حالی که تعداد این صندوق‌ها طبق میانگین باید ۱٪ باشد، پس صحبت سر ۲٫۲٪ دیگر صندوق‌ها است که نامتعارف مضرب ۱۰۰ است.
- اگر این فرضیه را بپذیریم که رأی کل صندوق‌ها یا بیشتر صندوق‌ها با طراحی از پیش عددگذاری شده‌باشد و شماره‌ها پرداختهٔ ذهن انسان باشد که به مضرب‌های ۱۰۰ بیشتر تمایل دارد

چون تعرفه‌ها در بسته‌های صدتایی بوده‌است، ممکن است در برخی صندوق‌ها هنگامی که تعرفه‌ها تمام می‌شود به دلیل نرسیدن تعرفه به صندوق -که از جمله موردهای مطرح‌شدهٔ معترضان بود که به برخی صندوق‌ها تعرفهٔ کافی ندادند- یا فرستادن رای‌دهندگان به شعبهٔ دیگر رای‌گیری و درخواست نکردن دوبارهٔ تعرفه برای مراجعه‌کنندگان کم، تعداد رای‌های صندوق مضرب ۱۰۰ باشد. از جمله این که بیشتر شهرهای آمده در بالا که درشان درصد بالایی مضرب ۱۰۰ بوده‌است تابع شهرستان بوده‌اند و احتمال نرسیدن تعرفه بیش از شهرهای مرکزی‌تر بوده‌است.
البته ذهن انسان به سوی اعداد مضرب ده تمایل بیشتری دارد. اگر مضرب‌های ۱۰۰ در پی دستکاری و شماره‌های دروغین بیشتر باشد، طبیعتاً باید دیگر مضرب‌های ده نیز به نسبت از همسایه‌هایشان کمی بیشتر باشند به‌ویژه پنجاه. البته این مورد جای بررسی دارد.
- اگر این فرضیه را بپذیریم که در ۲٫۳٪ صندوق‌ها ماندهٔ تعرفه‌ها به نام احمدی‌نژاد به صندوق ریخته‌اند، طبیعتاً باید چند اتفاق بیفتد:

| رای          | کل         | باطله   | درست       | احمدی‌نژاد  | رضایی   | کروبی   | موسوی      |
| ------------ | ---------- | ------- | ---------- | ---------- | ------- | ------- | ---------- |
| رأی کل کشور  | ۳۹٬۴۸۸٬۷۳۲ | ۴۲۴٬۱۶۲ | ۳۹٬۰۶۴٬۵۷۰ | ۲۴٬۶۸۶٬۲۷۵ | ۶۷۸٬۰۶۶ | ۳۳۵٬۱۷۱ | ۱۳٬۳۶۵٬۰۵۸ |
| ٪ کل کشور    |            | ۱٫۱٪    |            | ۶۳٫۲٪      | ۱٫۷٪    | ۰٫۹٪    | ۳۴٫۲٪      |
| رأی مضرب ۱۰۰ | ۱٬۴۴۶٬۵۰۰  | ۱۷٬۲۱۱  | ۱٬۴۲۹٬۲۸۹  | ۹۱۰٬۷۵۷    | ۲۶٬۲۷۲  | ۱۶٬۲۴۹  | ۴۷۶٬۰۱۱    |
| ٪ مضرب ۱۰۰   |            | ۱٫۲٪    |            | ۶۳٫۷٪      | ۱٫۸٪    | ۱٫۱٪    | ۳۳٫۳٪      |

الف) کاهش درصد رای‌های باطله؛ که طبق جدول تقریباً ثابت است بلکه کمی افزایش دارد
ب) اگر میانگین در این صندوق‌ها ۵۰ تعرفه مانده‌باشد و به نام احمدی‌نژاد به صندوق ریخته‌باشند باید حدود ۷۵٬۰۰۰ رای و ۵٪ بیشتر رای داشته‌باشد ولی تنها ۰٫۵٪ بیشتر رای دارد. البته چون بیشتر این صندوق‌ها ظاهراً مال شعبه‌های دورافتاده‌تر بوده‌است طبیعی است که رای احمدی‌نژاد حتی بیش از نیم درصد بیشتر باشد.
پ) این ۷۵٬۶۵۰ رای کلاً ۰٫۲٪ رای‌ها است و تأثیر چندانی ندارد.

### تظاهرات حامیان موسوی
به گفته روزنامه اعتماد ملی؛ یکی از نمایندگان عضو فراکسیون اصولگرایان در حاشیه یک جلسه علنی مجلس به صورت غیررسمی اعلام کرد که در گزارش که از سوی محمدباقر قالیباف شهردار تهران به مجلس ارائه شده آمده‌است براساس متراژها و اندازه‌گیری‌های صورت گرفته در تجمع حامیان میرحسین موسوی در میدان آزادی حداقل سه میلیون معترض حضور داشته‌اند.
در روز سی خرداد ۱۳۸۸، بخش «سرویس مجازی خبرگزاری فارس» اعلام کرد که روابط عمومی شهرداری تهران هرگونه گزارش توسط قالیباف به مجلس دربارهٔ این تظاهرات را تکذیب کرده‌است.
هادی خامنه‌ای (برادر سید علی خامنه‌ای، رهبر ایران) نیز با اشاره به این راهپیمایی گفت: «به نظر من همین راهپیمایی میلیونی در تهران نوعی رفراندوم و اعلام رای است. مگر همین راهپیمایی‌های میلیونی و آرام مردم در سال ۵۷–۵۶ مهم‌ترین معیار امام برای اعلام نظر و همراهی مردم نبود و مگر به اتکا همین راهپیمایی‌ها نبود که تأیید ملت را اعلام و دولت را تشکیل دادند.» او ادامه داد: «اگر از همین جمعیتی که در تهران راهپیمایی کرد و عمدتاَ هم در سن رای بود برآوردی داشته باشید می‌توانید رای مهندس موسوی را بیشتر از آنچه که در تهران اعلام شده دانست این در حالی است که همه حامیان او در این راهپیمایی شرکت نداشتند.»
حضور حداقل سه میلیون معترض در این راهپیمایی، در «بیانیهٔ تفصیلی جبههٔ مشارکت در پاسخ به کیفرخواست دادستان معزول تهران» نیز ذکر شد.
همچنین علیرضا زاکانی، نمایندهٔ اصولگرای مجلس در تاریخ ۱ آذر ۱۳۸۸ در جریان سخنرانی در دانشگاه امام صادق در بازخوانی خاطرهٔ ۲۵ خرداد از قول اکبر هاشمی رفسنجانی از تعداد «سه و نیم میلیون» نفری «که به خیابان‌ها» آمده‌بودند سخن گفت. او گفت «در این دیدار آقای هاشمی شرایط کشور را بسیار سخت عنوان کردند و گفتند اولاً گروه مرجع ما تغییر یافته و دیگر روحانیت گروه مرجع نیستند و دانشجویان گروه مرجع هستند. این تعداد سه و نیم میلیون که به خیابان‌ها آمده‌اند دیگر بر نمی‌گردند تا چیزی بگیرند.»

### نظریهٔ کودتا
محسن مخملباف تقلب در انتخابات را ناشی از کودتا می‌دانست و پس از اعلام نتایج انتخابات چنین گفت:
حمله به ستاد اطلاع‌رسانی موسوی در قیطریه، هم‌زمان بود با اینکه از وزارت کشور به موسوی خبر پیروزی در انتخابات را داده و به ایشان گفته بودند که این مسئله به آقای خامنه‌ای هم اطلاع داده شده‌است. بر اساس اطلاع مسئولان ستادْ، آقای خامنه‌ای هم در پاسخ گفته بود مانعی ندارد، فقط نحوه اعلام این خبر مدیریت شود. در نتیجه اعضای ستاد آقای موسوی که از این پیروزی خوشحال بودند، حمله به ستاد آقای موسوی را به عنوان عکس‌العمل و انتقام‌گیری شخصی جناح شکست خورده تلقی کردند نه برنامه‌ای برای شروع یک کودتا.
یکی دو ساعتی هم ارتباطات بین‌المللی این‌ها قطع بود و به همین دلیل مسئولیت اطلاع‌رسانی در این مدت به دوش من گذاشته شد که به دنیا اطلاع بدهم برنده این انتخابات، طبق اطلاع رسمی وزارت کشور و بر اساس آمارها، آقای موسوی است و انتخابات به دور دوم هم کشیده نشده‌است؛ حتی خبر این پیروزی به هنرمندان دیگر هم داده شد، از جمله فاطمه معتمدآریا که خبر را از آقای موسوی شنیده بود و به این طرف و آن طرف خبر می‌داد که سبزها پیروز شدند. اما درحالی‌که آقای موسوی بیانیه‌اش را می‌نوشت، یکباره فرماندهان سپاه با نامه‌ای از آقای خامنه‌ای در ستاد او حضور پیدا می‌کنند که در آن نوشته شده بود [نقل به مضمون] من نمی‌گذارم انقلاب سبز شما پیروز بشود. شکست احمدی‌نژاد، شکست من است. فرماندهان سپاه سپس به آقای موسوی می‌گویند: «شلوغ هم نکن». در این لحظه آقای مجید مجیدی که در کارهای تبلیغاتی آقای موسوی حضور داشته، به آقای کامبوزیا پرتوی می‌گوید که ناامید شدم و ستاد را ترک می‌کند و به خانه‌اش می‌رود. او گفته فردا صبح در تهران کودتا خواهد شد.

در این راستا، علیرضا بهشتی معتقد بود: «ما آماری داشتیم و همچنین تماس‌هایی که خبر از پیروزی موسوی در انتخابات می‌دادند و بر همین اساس میرحسین موسوی خبر پیروزی خود را اعلام کرد.» همچنین میرحسین موسوی در تاریخ ۲۲ مرداد به تشریح بخشی از ناگفته‌های روز انتخابات پرداخت و گفت: 
از چند روز قبل از ۲۲ خرداد ستادهای ما با موج عظیمی از تماس‌های مردمی که حاکی از زمینه‌چینی گسترده برای تقلب در انتخابات بود و اطلاعات دقیقی در مورد تحرکات در دست انجام و سناریوهایی که برای روز انتخابات و بعد از آن طراحی شده‌است مواجه گردید، به صورتی که در شب انتخابات مجبور به صدور اطلاعیه‌ای برای فراخواندن مردم به خوش‌بینی نسبت به مجریان و پرهیز از قصاص قبل از جنایت شدیم. اما آنچه در فردای آن شب دیدیم عبارت از به اجرا درآمدن پیش‌بینی‌های ارائه شده به ما یکی پس از دیگری و قرائن بی‌شماری بود که سلامت جریان حوادث را زیر سؤال می‌برد. آری تعلیمات اسلامی ما را ملزم می‌کند که نسبت به اعمال مؤمنین با حسن ظن برخورد کنیم، اما همین تعلیمات به ما اجازه نمی‌دهد که تن به دروغ دهیم. با تمام این احوال ما در ابتدا فکر کردیم که شاید آنچه شاهد آن هستیم ناشی از سوء تدبیر است، برای همین خود من تلاش کردم با مسئولان کشور تماس بگیرم و همان روز دوبار با رئیس قوه قضائیه، دو بار با دادستان کل کشور، دو بار با رئیس مجلس و چهار بار با بیت رهبری موضوع را مطرح کردم. علاوه بر این گروهی از طرف ستاد به دیدار وزیر کشور رفتند تا نگرانی‌های مردم را منتقل کنند و عجیب بود که وزیر کشور در حالی که در آن روز قاعدتاً تنها کارش باید رسیدگی به مسائل مربوط به انتخابات باشد پس از مدت زیادی معطل کردن افراد اعزام شده به آنان وقت ملاقات نداد. اینها قرائنی بود که یکی پس ازدیگری انباشته می‌شد تا این که از عصر روز ۲۲ خرداد حمله به ستادهای انتخاباتی اینجانب آغاز شد و سپس به ستاد مرکزی و سایر ستادها در سطح کشور گسترش یافت و مشخص شد که طرح و برنامه‌ای برای تقلب در انتخابات وجود دارد.
از دیگر استدلال‌های مدعیان به دخالت نیروهای نظامی در انتخابات ۸۸، ویدئوهایی از سخنرانی فرماندهان عالی‌رتبه سپاه پاسداران می‌باشد که در سال‌های بعد در اینترنت منتشر می‌شده‌است که در این ویدئوها، از نقش سپاه پاسداران در ممانعت از به قدرت رسیدن دوباره اصلاح‌طلبان در آن انتخابات و مقابله با اعتراضات ایشان پس از انتخابات، سخن گفته می‌شود.

### نتیجهٔ بازشماری آرا
به گفتهٔ امیدوار رضایی از اعضای ستاد محسن رضایی، در بازشماری غیررسمی «برخی صندوق‌ها» روشن شد که بیش از ۷۰٪ تعرفه‌های رأی با یک خط و خودکار نوشته شده‌است.
امیدوار رضایی در پیرامون بازشماری آراء گفت: «یکی از قرارهای شورای نگهبان با آقای رضایی در این بود که برای بازشماری ۱۰ درصد صندوق‌ها ابتدا شمارش آرا در هزار صندوق آغاز شود و پس از ارائه نتیجه این بازشماری، سپس آرا ده هزار صندوق مورد بازشماری قرار گیرد. قرار بود براساس این توافقات پیش رویم اما این توافق در همان وهله اول شکسته شد و انجام نشد.» او در ادامه آورد: «قرار بود وزارت کشور علاوه بر فهرست صندوق‌ها و آرای تفکیکی در آن‌ها فرم‌های ۲۲، ۲۳ و ۲۸ هر حوزه را که مربوط به صورت جلسه‌ها و شمارش اولیه آرا در هر صندوق بوده‌است را به ما ارائه دهند. همچنین قرار بود آمار کلی شورای نگهبان و وزارت کشور از شمارش آرا به ما ارائه شود چرا که مقایسه آن‌ها می‌توانست در تأیید صحت شمارش آرا به ما کمک کند. چون این اطلاعات به ما ارائه نشد، نمی‌توانستیم اعتراضاتمان را پیگیری کنیم. از همین رو آقای رضایی کنار کشید.»
او گفت «ادعای وزارت کشور در بازشماری صندوق‌ها، در نوعی بازشماری غیررسمی از برخی صندوق‌ها قبل از اطلاع جامع به نامزدها بوده‌است.» به گفتهٔ او در همین بازشماری غیررسمی، «براساس گزارش‌های که از نمایندگان ما در ستادهای انتخاباتی و حاضر بر سر برخی صندوق‌ها» رسیده‌است، مشخص شده‌است که «۷۰ تا ۸۰ درصد آراء» در آن صندوق‌ها، با یک خودکار و با یک خط مشترک به نفع یک نامزد خاص به صندوق‌ها ریخته شده‌است.

### ادعای تانخورده بودن برگه‌های رای و یکسانی دستخط نوشته‌ها
برخی از معترضان عقیده دارند در تصاویری که توسط خبرگزاری دولتی ایرنا از «بازشماری مجدد ۱۰ درصد صندوق‌ها» منتشر شده‌است، تانخورده بودن برگه‌های رأی و نیز «شباهت دستنوشته‌های آرای مختلف» دلیلی بر وقوع تخلفات سازمان دهی شده در انتخابات است. کدخدایی سخنگوی شورای نگهبان استنتاج مبنی بر تانخورده بودن برگه‌ها را رد کرده‌است: «صرف تا خوردن یا نخوردن تعرفه‌ها و نو بودن آن‌ها نمی‌تواند دلیل انجام تخلف باشد.» این در حالی است که پیش از این محسنی اژه‌ای وزیر اطلاعات، در گفتگویی تلویزیونی عنوان کرده بود در صورت وقوع تخلف «می‌بایست برگه‌های رای تانخورده باشد» (نقل به مضمون) و تاخورده بودن برگه‌ها را دلیلی بر عدم امکان تخلفات در این رابطه دانسته بود.

## استدلال‌های ارائه شده در رد ادعای تقلب در انتخابات

### رد امکان هرگونه تقلب مؤثر
لطف‌الله فروزنده سخنگوی جمعیت ایثارگران انقلاب اسلامی در مقاله‌ای با عنوان «آیا تقلب مؤثر در انتخابات امکان‌پذیر است؟» شش استدلال برای رد امکان تقلب در انتخابات می‌آورد: (۱) در زمان انتخاب اول خاتمی، جناح راست در قدرت بود ولی خاتمی از جناح مخالف رأی آورد، و همچنین احمدی‌نژاد در سال ۸۴ رأی آورد اگر چه خاتمی رئیس‌جمهور بود. پس تخلف انتخاباتی سابقه نداشته و بنابراین این بار نیز نمی‌تواند اتفاق افتاده باشد. (۲) شمارش رأی به‌دست معتمدین از مردم عادی (معمولا معلمان یا کارمندان) انجام می‌شود، پس امکان تقلب وجود ندارد. (۳) شورای نگاهبان نیز بر رأی‌گیری نظارت می‌کند (۴) نامزدها می‌توانند نمایندگان خود را برای نظارت بفرستند، [و برخلاف گفته موسوی] نمایندگان موسوی در حوزه‌ها حضور داشته و هیچ اعتراضی نکرده‌اند (۵) کاندیدهای معترض تا سه روز می‌توانند شکایات خود را اعلام کنند و شکایات باید به شکل مواردی خاص باشد و صحبت از تخلف در فلان شعبه خاص و به همراه نوع تخلف باشد، در حالی که نامه موسوی بسیار کلی است (۶) فرم ۲۲ و نحوه تکمیل آن تضمین می‌کند که روند انتخاباتی محکم ومنطقی است و هر کسی که غیر سلامت بودن آن را رد کند یا از فرایند انتخابات بی‌اطلاع است یا انگیزه سیاسی و انتخاباتی دارد. محتشمی‌پور در پاسخ به استدلال لطف‌الله فروزنده در شمارهٔ ۵ می‌گوید: «موضوع بر سر یک صندوق یا دو صندوق نیست که مصداقی برای آن‌ها تعیین شود. این که در کشوری اجازه حضور قانونی به نمایندگان نامزدها داده نشود، شائبه تقلب وسیعی را ایجاد می‌کند ضمن اینکه ما موارد زیادی از تخلفات را در دست داریم و اعلام کرده‌ایم… در حدود ۷۰ حوزه انتخابیه، میزان رایی که در صندوق‌ها ریخته شده‌است نسبت به واجدین شرایط بسیار بیشتر است. مثلاً در یک حوزه انتخابیه ۱۴۰ درصد از واجدین شرایط رای داده بودند و این در حالی است که در تمام حوزه‌هایی که این اتفاق افتاده بود ۸۰ یا ۹۰ درصد رای آقای احمدی‌نژاد اعلام شده‌است یعنی بیش از ۱۰۰ درصد در این حوزه‌ها به آقای احمدی‌نژاد رای داده‌اند.»
به‌گفتهٔ آرشین ادیب مقدم، استاد سیاست خاورمیانه در دانشگاه شرق‌شناسی و آفریقاشناسی لندن، انجام تغییرات گسترده در نتایج انتخابات لازم می‌دارد که بخش‌های مختلفی از نظام در آن درگیر شوند، بخش‌هایی که یکی از پشتیبانان کاندیداها در آن حامیانی سطح بالا دارند. به عنوان مثال امکان اینکه محسن رضایی از برنامه گسترده برای تغییر رأی‌ها بیخبر می‌ماند بسیار کم است. کنستانتین کستن، یک تحلیل گر مسائل ایران در شورای خارجه مجلس آلمان نیز معتقد است که امکان اینکه احمدی‌نژاد بیش از ۵۰٪ آرا را به‌دست آورده باشد کاملاً وجود داشته، ولی این دلیلی بر بررسی نکردن دقیق شکایات موجود نمی‌شود.
همچنین وحید جلیلی معتقد است: کسانی که ادعای تقلب کردند، افرادی هستند که در بدنه وزارت کشور عمده نیروها توسط آن‌ها استخدام شده‌اند و ارتباطی جدی با آن‌ها داشتند.

### نظر جیمز پتراس
پروفسور جیمز پتراس معتقد است ادعای تقلب در انتخابات ریاست جمهوری ایران یک فریب بوده‌است. او معتقد است سیاست‌مداران غرب به دلیل حمایت از موسوی و اینکه برد موسوی را برد دیدگاه معتدل می‌دانستند، نمی‌توانستند نتیجه‌ای غیر از برد او را بپذیرند، به همین دلیل آن‌ها نتایج انتخابات را نپذیرفتند.

### میزان تقلب
علی خامنه‌ای، رهبر ایران، امکان وقوع تقلبی در سطح ۱۱ میلیون رأی را رد کرده‌است. علی‌رضا بهشتی مشاور موسوی این استدلال را بر پایه اطلاعات دیگری که از انتخابات موجود است، رد کرده‌است. فلینت لورت*، تحلیل‌گر غربی، این استدلال را قانع‌کننده یافته و اعتراض‌های موسوی منبی بر نبود وقت کافی برای رأی‌گیری یا کمبود برگه رأی را جبران‌کننده فاصله زیاد ندانسته و این فاصله را با تقلب در انتخابات فلوریدا در آمریکا مقایسه کرده که فاصله خیلی کمتر بود. اما ناتانیل سیلور*، آماردان، در پاسخ گفته که برعکس نظام فدرال آمریکا هیچ نهادی در ایران به‌جز وزارت کشور از نتایج انتخابات آگاه نیست، و سیستم نظارتی‌ای که در آمریکا وجود دارد، در ایران پیاده‌سازی نشده‌است که بتوان مقایسه‌ای بین میزان تقلب در انتخابات ایران و آمریکا انجام داد. در پاسخ به استدلال رهبر ایران، ناتانیل سیلور، گفته که انجام تقلب صرفاً با تغییر اعداد روی کاغذ ممکن است انجام شده باشد و لزومی بر اضافه کردن این تعداد برگه رأی به صورت فیزیکی در روز انتخابات نبوده‌است. گری سیک استاد دانشگاه کلمبیا بر این عقیده‌است که فاصلهٔ بسیار زیاد رأی بین احمدی‌نژاد و موسوی نتایج را غیرواقعی می‌کند (بخش میزان آرا را ببینید). شورای نگهبان این‌گونه استدلال کرده که حضور نمایندگان نامزدها در اکثر صندوق‌ها امکان تقلب گسترده را از بین می‌برد. گرچه نامزدها به کارشکنی گسترده وزات کشور در صدور کارت برای ناظران و عدم حضور ناظران در بسیاری از صندوق‌ها اشاره کرده‌اند.

### ادعای میزان محبوبیت در مناطق روستایی
برخی طرفداران احمدی‌نژاد این‌گونه استدلال می‌کنند که او در مناطق روستایی و استانی محبوب بوده زیرا این گروه از برنامه‌های اقتصادی او بهره‌مند شده‌اند، و یارانه‌های زیادی را از دولت دریافت کرده‌اند. به‌علاوه احمدی‌نژاد در طی چهار سال ریاست جمهوری‌اش سفرهای استانی زیادی انجام داده‌است. همچنین شعارهای انتخاباتی احمدی‌نژاد مبنی بر عدالت اجتماعی و مقابله با فساد، تأثیر عمده‌ای در پیروزی‌اش داشته‌است.
از طرف دیگر بابک رحیمی، ایران‌شناس و استاد مطالعات اسلامی در دانشگاه کالیفرنیا، سن دییگو می‌گوید که دلیل متقنی برای این ادعاها وجود ندارد و به‌علاوه تحقیقات میدانی خود او در استان‌های بوشهر، خوزستان و لرستان دقیقاً نتیجه برعکسی را نشان می‌دهند. اگرچه سیاست‌های احمدی‌نژاد برای گروه زیادی از قشر کارگر جذابیت داشته ولی بسیاری از افراد این قشر به‌شدت از رژیم ناراضی هستند و هستند کسانی که موسوی را طرفدار مستضعفین قلمداد می‌کنند. اریک هوگلاند، استاد علوم سیاسی بیتس کالج که به مدت سی سال به مطالعات تحقیقاتی روستاهای ایران مشغول بوده نیز به نتیجه مشابهی رسیده‌است. جهت مشاهده استدلال‌ها به بخش ادعای حمایت از احمدی‌نژاد در مناطق روستایی مراجعه کنید.

### پاسخ وزارت کشور
وزارت کشور در نامه‌ای به نامه موسوی پاسخ داده‌است و علاوه بر این استدلال‌هایی هم در دفاع از عدم وقوع تقلب ذکر کرده‌است: به گفته وزارت کشور «آقای میرحسین موسوی در ۴۰۶۷۶ صندوق از مجموع ۴۵۷۱۳ شعبه، نماینده داشت که حدود ۹۰ درصد از صندوق‌ها را شامل می‌گردد (اسامی و مشخصات آن‌ها موجود است) و علاوه بر این تعداد نمایندگان ایشان در شعب اخذ رای از تعداد نمایندگان دیگر کاندیداها بیشتر بوده‌است.» براساس قانون انتخابات و آئین‌نامهٔ اجرایی آن، تجمیع آراء می‌بایستی در سطح شهرستان و سپس در ستاد انتخاباتی وزارت کشور با حضور نمایندگان نامزدها صورت گیرد، حال آنکه بنا به ادعای کمیته صیانت از آرای میرحسین موسوی نتایج شمارش آرای شعب به صورت مستقیم و برخلاف مقررات مذکور، و بدون نظارت نمایندگان مذکور، مستقیماً به ستاد انتخاباتی وزارت کشور ارسال و در آنجا نیز بدون نظارت نمایندگان نامزدها، تجمیع و اعلام شد.

### پاسخ شورای نگهبان
شورای نگهبان در گزارشی تفصیلی به پاسخ به انتقادات وارد شده به نحوه برگزاری انتخابات پرداخته و چنین نتیجه گرفته که «بخش عمده‌ای از موارد اعلامی از مصادیق تخلف یا تقلب انتخاباتی خارج و بعضاً تخلفات مختصری بوده که وقوع آن در اغلب انتخابات مشهود و غیرقابل اعتناء است.»
در واکنش به این گزارش، کمیته صیانت از آرای میرحسین موسوی از شورای نگهبان انتقاد کرده که در گزارش خود در مواردی چون «تبلیغات یکسویه و بی‌رویه صدا و سیما به سود آقای احمدی‌نژاد»، «ورود بعضی از مسئولان نیروهای مقاومت بسیج و سپاه به فعالیت انتخاباتی به نفع آقای احمدی‌نژاد و علیه نامزدهای دیگر» و «به‌کارگیری وسایل حمل و نقل دولتی برای آوردن مردم به محل سخنرانی تبلیغاتی آقای احمدی‌نژاد» سکوت کرده‌است و جوابی ارائه نکرده‌است. در بیانیه کمیته مذکور، به سکوت گزارش تفصیلی شورای نگهبان در موارد زیر هم اعتراض شده‌است: «قطع غیرمعمول پیامک درست در شب قبل از رأی‌گیری»، «متوقف کردن فضای اطلاع‌رسانی اینترنتی»، «قطع تلفن‌های کمیته صیانت از آرا در عصر روز رأی‌گیری»، «تهاجم به تعدادی از ستادهای آقای موسوی و پراکندن افراد فعال در آن‌ها» و «اظهارنظر سریع بعضی از اعضای شورا در مورد صحت انتخابات پیش از بررسی و رسیدگی به شکایات». این بیانیه به عدم واکنش شورای نگهبان و افزایش موقتی حقوق‌ها و مواردی همچون «تطمیع برای اخذ رأی»، پرداخت «پول نقد» و «چک» به عده‌ای به عنوان هدیه رئیس‌جمهوری و نیز ارائه اطلاعات نادرست توسط وزارت کشور اعتراض کرده‌است.

### استدلال بر عدم ارائه دلایل کافی
روزنامه واشینگتن پست در مقاله‌ای با عنوان «نشانه‌های تقلب زیاد است، ولی شاهد متقنی وجود ندارد» به این نتیجه رسیده‌است که علی‌رغم نکات مشکوک بسیار زیاد، کار برای آمریکا و کشورهای اروپایی در ادعای وقوع تقلب گسترده در ایران سخت می‌باشد. به‌علاوه علی‌رغم تنفری که نسبت به احمدی‌نژاد وجود دارد، شواهدی (مانند مبارزات انتخاباتی بسیار قوی احمدی‌نژاد) نیز موجود است که او پیروزی قابل تحسینی را به‌دست آورده‌است. موسوی قبل از پایان زمان رأی‌گیری اعلام پیروزی کرده بود، ولی به‌سرعت پس از آن وزارت کشور آماری را ارائه کرد که احمدی‌نژاد را پیروز نشان می‌داد. اگر چه شکست موسوی در زادگاهش توسط بسیاری از کارشناسان مشکوک قلمداد شده، اما مثال‌هایی نیز از اتفاقات نظیر این وجود دارد: مثلاً آقای ال گور در ایالت تنسی در انتخابات رئیس‌جمهوری سال ۲۰۰۰ شکست خورد.

### انتساب تناقض در گفتار
وبگاه مرکز اسناد انقلاب اسلامی جهت نشان دادن تناقض در گفتار موسوی نقل قولی از ایشان از ۸ تیر ۱۳۶۵ در خصوص شبهات مطرح شده در سلامت انتخابات میاندوره‌ای مجلس شورای اسلامی فراهم کرده که ایشان در آنجا ذکر کرده‌است که «در انتخاباتی که همه مردم و شورای نگهبان و همچنین روحانیت عزیزمان ناظر هستند، دولت نمی‌تواند اثر بگذارد» و راجع به سؤالی که از ایشان در مورد تغییر استانداران و فرمانداران جهت تأثیرگذاری بر انتخابات پرسیده شده گفته‌اند که «در چند استانداری که استاندار وجود نداشت، تغییر پیدا کرده و همچنین وزیر کشور و دولت در مورد استانها و مدیریت آن‌ها اختیاراتی دارد که تصمیم‌گیری خواهد کرد و ارتباط دادن این مسئله با این موضوع، یک شایعه و فکر ناسالمی است که به نفع کشور نخواهد بود.»

### نظرسنجی‌های بین‌المللی
نظرسنجی‌های بین‌المللی و بسیاری از نظر‌سنجی‌های داخلی خبر از پیشتازی احمدی‌نژاد در کارزار انتخاباتی می‌دادند، همچنین با توجه به حوادث بعد از انتخابات، موسسه‌های متعددی دست به نظرسنجی پس از انتخابات زدند که نتیجه آن‌ها محبوبیت احمدی‌نژاد بود:
برخی از نظر سنجی‌هایی بین‌المللی که احمدی‌نژاد را پیشتاز می‌دانستند:
- بنیاد آمریکای نوین[۱۵۲][۱۵۳]
- گلوبال اسکن[۱۵۴]
- دانشگاه مریلند[۱۵۵]
- مؤسسه "افکار عمومی جهانwpo"[۱۵۶](پس از انتخابات، اوایل پاییز ۸۸)
- WPO با حمایت مالی بنیاد برادران راکفلر[۱۵۷]

#### نظرسنجی واشینگتن پست
واشینگتن پست در مقاله‌ای که (که فردای آن روز ایراداتی بر مقاله را بازگو کرد) اعلام کرد یک نظرسنجی که توسط یک مؤسسه ناسودبر (برنده «جایزه امی» بخاطر نظر سنجی‌های قبلی شان برای شبکه‌های خبر ای بی سی و بی‌بی‌سی) توسط تلفن از یک کشور همسایه ایران و با حمایت مالی بنیاد برادران راکفلر از ۱٬۰۰۱ نفر در ۳۰ استان ایران انجام شد نشان می‌داد که نسبت آرای موافق احمدی‌نژاد به میرحسین موسوی ۲ به ۱ است؛ همچنین در میان آذری‌ها نیز نسبت ۲ به ۱ دیده می‌شد. اما در زمان انجام این نظر سنجی یک سوم پرسش شوندگان هنوز تصمیم خود را نگرفته بودند، با این حال توزیع آماری نتایج اعلام شده توسط وزارت کشور و نتایج آماری سازگاری ای را نشان می‌دهد که به‌گفتهٔ نویسندگان مقاله بیانگر عدم وقوع تقلب گسترده در انتخابات است. این در حالی است که خود واشینگتن پست فردایش در مقاله کوتاه دیگری اشکالات پرسشنامه اول را ذکر کرد: این که پرسشنامه مدتی خیلی طولانی قبل از انتخابات (شروع نظرخواهی ۳۳ روز قبل از انتخابات و پایان آن ۲۴ روز قبل از انتخابات بود) گرفته شده بود یعنی زمانی که موج سبز موسوی هنوز راه نیفتاده بود، و مورد دوم اینکه بیش از نیمی از کل کسانی که از آن‌ها سؤال شد پاسخ مشخصی ندادند.

#### نظرسنجی مؤسسه تحقیقاتی وابسته به دانشگاه مریلند
نظرسنجی هم توسط مؤسسه پیپا از دانشگاه مریلند انجام شد که نتیجه انتخابات را بر اساس آمارگیری گسترده "پس از انتخابات " مورد بررسی قرار می‌داد و حاکی از صحت نظرسنجی واشینگتن پست و غلط بودن حدس برخی مبنی بر تغییر بسیار گسترده نظر مردم به سمت موسوی پس از انتخابات است. بر این اساس در صورت وجود تخلفات، میزان آن‌ها تعیین‌کننده نبوده‌است.

### فهرست گزارش‌های منتشر شده در رد تقلب در انتخابات ایران
1. Did Mahmoud Ahmadinejad Steal the 2009 Iran Election
آیا محمود احمدی‌نژاد نتایج انتخابات ریاست جمهوری ۲۰۰۹ ایران را دزدید؟
2. Rejoinder to the Chatham House report on Iran’s 2009 presidential election offering a new analysis on the results
پاسخگویی به گزارش چتم هاوس در مورد انتخابات ایران با ارائه تحلیل جدیدی از نتایج
3. Iranian Elections: The ‘Stolen Elections’ Hoax فریبی به نام رأی‌های دزدیده شده
4. Analysis of Multiple Polls Finds Little Evidence Iranian Public Sees Government as llegitimate http://www.worldpublicopinion.org/pipa/pdf/feb10/IranElection_Feb10_rpt.pdf
5. نقشینهٔ ارجند، امید (۲۰ فروردین ۱۳۸۹). انتخابات، آمار و تقلب!دربارهٔ دهمین دورهٔ انتخابات ریاست‌جمهوری (PDF). تهران http://omidnaghshineh.persiangig.com/document/entekhaabaat-aamaar-va-taghallob-890321.pdf. پارامتر |عنوان= یا |title= ناموجود یا خالی (کمک)